# Дієго Веласкес
Діє́го Вела́скес (ісп. Diego Rodríguez de Silva y Velázquez, МФА: [ˈdjeɣo beˈlaθkeθ] Д'єго Беласкес; 6 червня 1599, Севілья, Іспанія — 6 серпня 1660, Мадрид, Іспанія) — іспанський художник, представник мадридської школи часів золотого століття іспанського живопису, придворний живописець короля Філіпа IV.
Автор жанрових картин і портретів.

## Життєпис
Народився 6 червня 1599 року (в деяких джерелах ця дата вказується як дата хрещення) в Севільї (Іспанія) у небагатій сім'ї місцевих дворян Хуана Родрігеса де Сільва та Ієроніми Веласкес, чиї предки переїхали в Іспанію з Португалії. Батьки майбутнього художника взяли шлюб у севільській Церкві Святого Петра (ісп. Iglesia de San Pedro) 28 грудня 1597 року, там же, де згодом і був охрещений новонароджений Дієго, найстарший з восьми дітей у сім'ї. За звичаєм, поширеним в Андалусії, Дієго і його брат Хуан, що також став художником, взяли собі прізвище матері, але збереглись зразки підписів художника, де він використовував і батькове прізвище «Сільва Веласкес».

### Навчання
Художній талант Веласкеса відкрився у ранньому віці. Згідно з біографом Антоніо Паломіно, після досягнення 10-річного віку, в 1610 році, Дієго послали на навчання в майстерню відомого севільського художника Франсіско Еррери Старшого. Термін перебування у майстерні Еррери був дуже коротким, оскільки той мав вельми кепський характер, чого молодий учень не зміг витримати. Обставини навчання не були задокументовані, але відомо, що у жовтні 1611 року Хуан Родрігес підписав «договір на навчання» свого сина Дієго з художником Франсіско Пачеко на шість років, починаючи з грудня 1611 року. Пачеко, людина високої культури й різнобічно освічений, автор невиданого за життя трактату з малярського мистецтва, вірний послідовник Рафаеля й Мікеланджело, котрий і сам малював відмінні портрети олівцем. Попри відсутність великого таланту, він був своєю людиною в інтелектуальному середовищі Севільї й серед духовенства, оскільки обіймав посаду цензора та експерта з церковного живопису при Святій Інквізиції в Севільї. Школа живопису Пачеко, «Academia Sevillana», відбивала тогочасну академічну офіційну думку щодо викладу релігійних сюжетів і образів. Саме у цій школі молодий Веласкес отримав свою першу технічну підготовку й естетичні навички, у ній же потоваришував з майбутнім скульптором і живописцем Алонсо Кано і знаменитим іспанським живописцем Франсіско де Сурбараном.
23 квітня 1618 року 19-річний юнак одружився з 15-річною дочкою Пачеко Хуаною Мірандою. Незабаром у них народилися дві дочки: Франсіска в 1619 році та Ігнасія у 1621 році, яка померла у дитячому віці. Шлюбні зв'язки між членами різних сімей іспанських художників було поширеним явищем на той час, оскільки це поліпшувало пошук роботи та замовлень.
Веласкес склав іспит на звання майстра 14 березня 1617 року і за порукою Пачеко був прийнятий в гільдію живописців Севільї, де отримав ліцензію для роботи як художник-живописець і право «практикувати своє мистецтво у королівстві, мати майстерню та наймати підмайстрів».

### Призначення придворним художником
Молодий художник набув у Севільї досить гарної репутації. Його вчитель Пачеко, а також друзі й земляки намагалися посприяти його кар'єрі. Мрією Веласкеса було стати придворним живописцем самого короля Іспанії. В 1622 році його вперше відправлено до Мадриду. Там, він у 1622 пише «Портрет поета Луїса де Гонгора-і-Артте» (Музей витончених мистецтв, Бостон), котрим привертає до себе підвищену увагу з боку поважних персон при дворі. Але, попри те, що земляки, які трималися в столиці разом, намагалися йому допомогти, стати перед королівськими очима йому не вдалося.
Засмутившись, Веласкес повернувся до Севільї. Але не встиг він пробути вдома й двох місяців (1623), як його наздогнав лист від земляка-севільця, який служив королівським капеланом. Він писав йому, що придворний живописець Родріго де Вільяндрандо помер, і його місце стало вакантним. Веласкес негайно вирушив до двору, зупинився в будинку свого друга капелана й написав його портрет. Інший севілець, камердинер кардинала-інфанта (королівського брата), відніс портрет до палацу і показав господареві. Кардинал-інфант був у захваті і відразу замовив Веласкесу свій портрет. На той час зображення каноніка вже побачив і сам король Філіп IV. Йому воно сподобалося настільки, що він наказав братові — кардиналові-інфантові, поступитися йому чергою для позування. Так Веласкес нарешті одержав можливість показати себе.
Картина «Портрет Філіппа IV із проханням» (1623, не збереглася) зчинила фурор. Веласкесу виплатили гонорар, згодом призначили ренту, а також взяли на посаду придворного художника. Філіп IV повторив йому обіцянку Александра Македонського до Апеллеса: «ніхто, крім тебе, писати мене більше не буде».

### Перша подорож до Італії
У 1629–1631 роках Веласкес подорожує по Італії. В кінці серпня 1629 року Веласкес прибув у Геную. Звідти він попрямував до Мілана, а потім — до Венеції. Саме у Венеції художник зіткнувся з найбільш жорстким неприйняттям італійцями іспанців як таких і в жовтні 1629 року спішно покинув місто й подався до Риму, де, в разі чого, можна було розраховувати на заступництво Папи. У Римі художник пробув до кінця наступного року.
Знайомство з творами великих художників Італії вплинуло на стиль живописця — він зробився вільнішим та блискучим, колорит не таким темним у тінях й став передавати натуру в яскравому освітленні.

### Повернення до Мадрида (зрілий період)

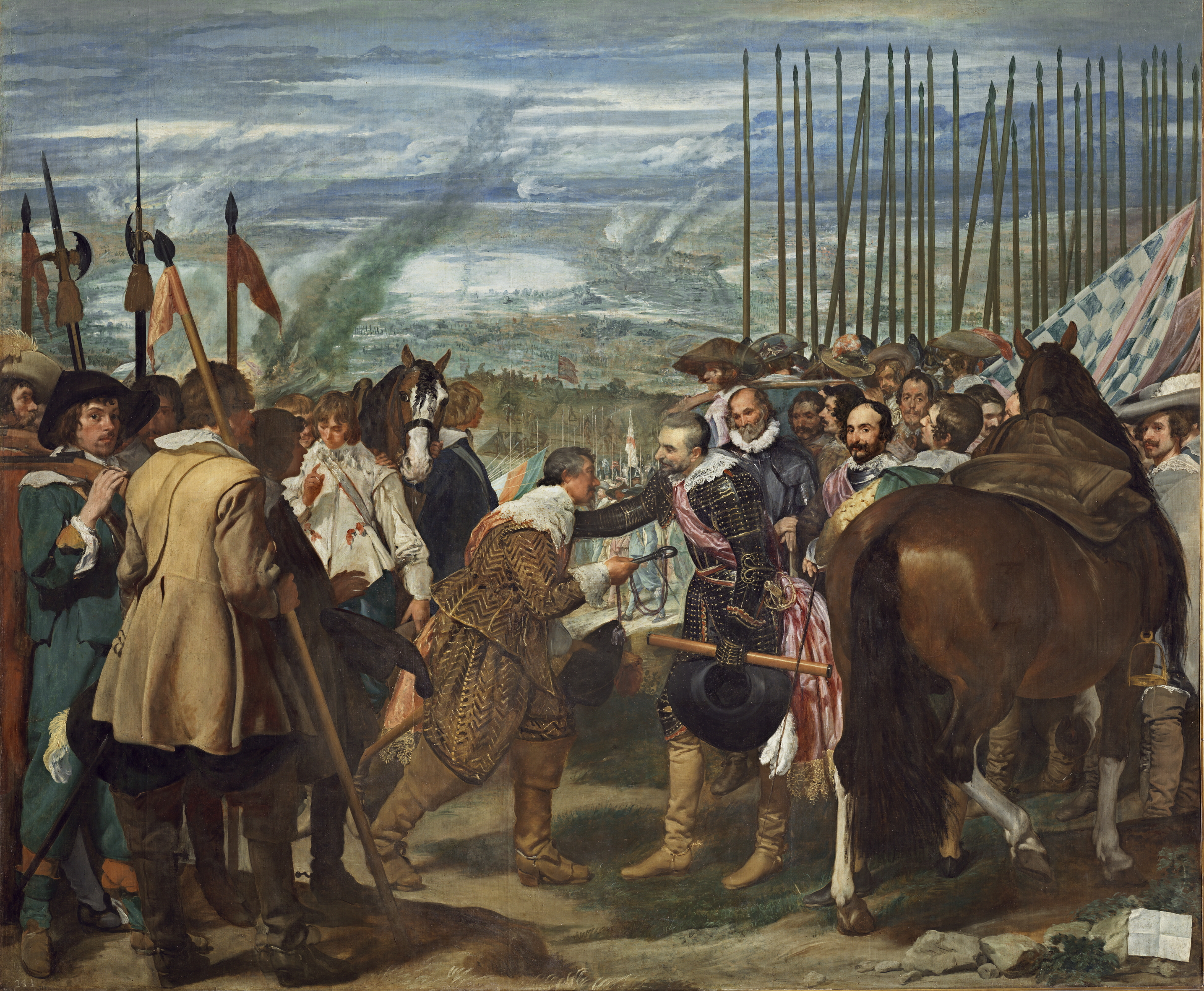
«Здача Бреди» (1634—1635, Прадо, Мадрид)

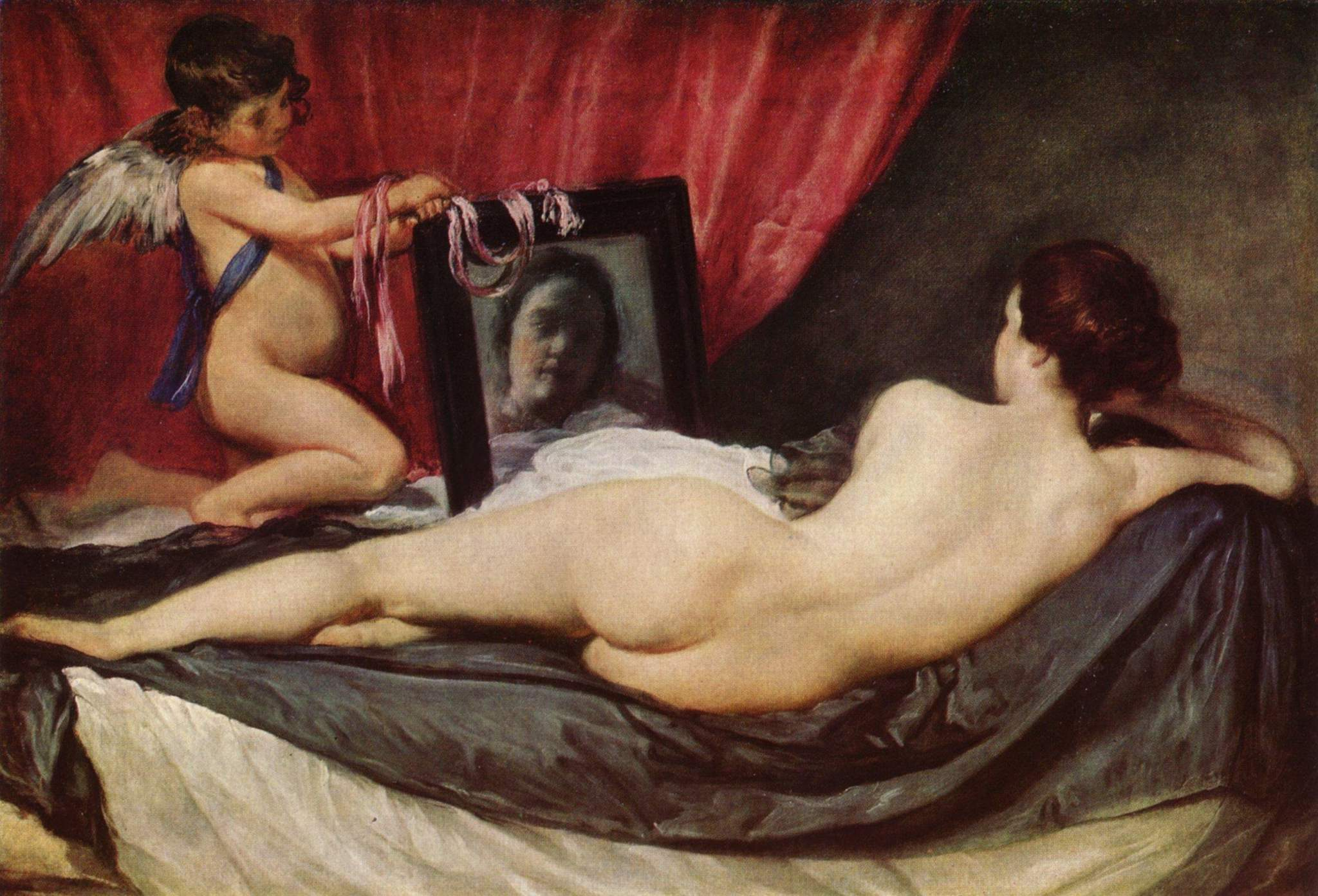
«Венера із дзеркалом» (близько 1644—1648, Лондонська Національна галерея)

Після повернення до Іспанії у 1631 році призначений гофмейстером королівського двору.
У 1634 році отримав почесне звання королівського гардеробмейстера. Приблизно у той же час Філіп IV доручив живописцю керівництво оформленням інтер'єру нового королівського палацу в Буен Ретіро. Художник не лише керував роботами, але й сам брав активну участь в оформленні палацу. До цього періоду часу належить створення Веласкесом серії картин, що оспівували військові перемоги Філіпа IV. Найзначимішою з цієї серії є «Здача Бреди» (1634—1635, Прадо, Мадрид), у якій художник не лише відобразив історичну подію (здачу обложеного голландського міста іспанській армії 2 червня 1625 року), але і за допомогою численних красномовних деталей висловив своє ставлення до цієї події та її учасників. Надалі подібне використання деталей стало однією з найхарактерніших особливостей стилю Веласкеса.
У 1643 році отримав звання камердинера, у 1642–1644 роках супроводжував короля у його поході на Арагон.

### Друга подорож до Італії

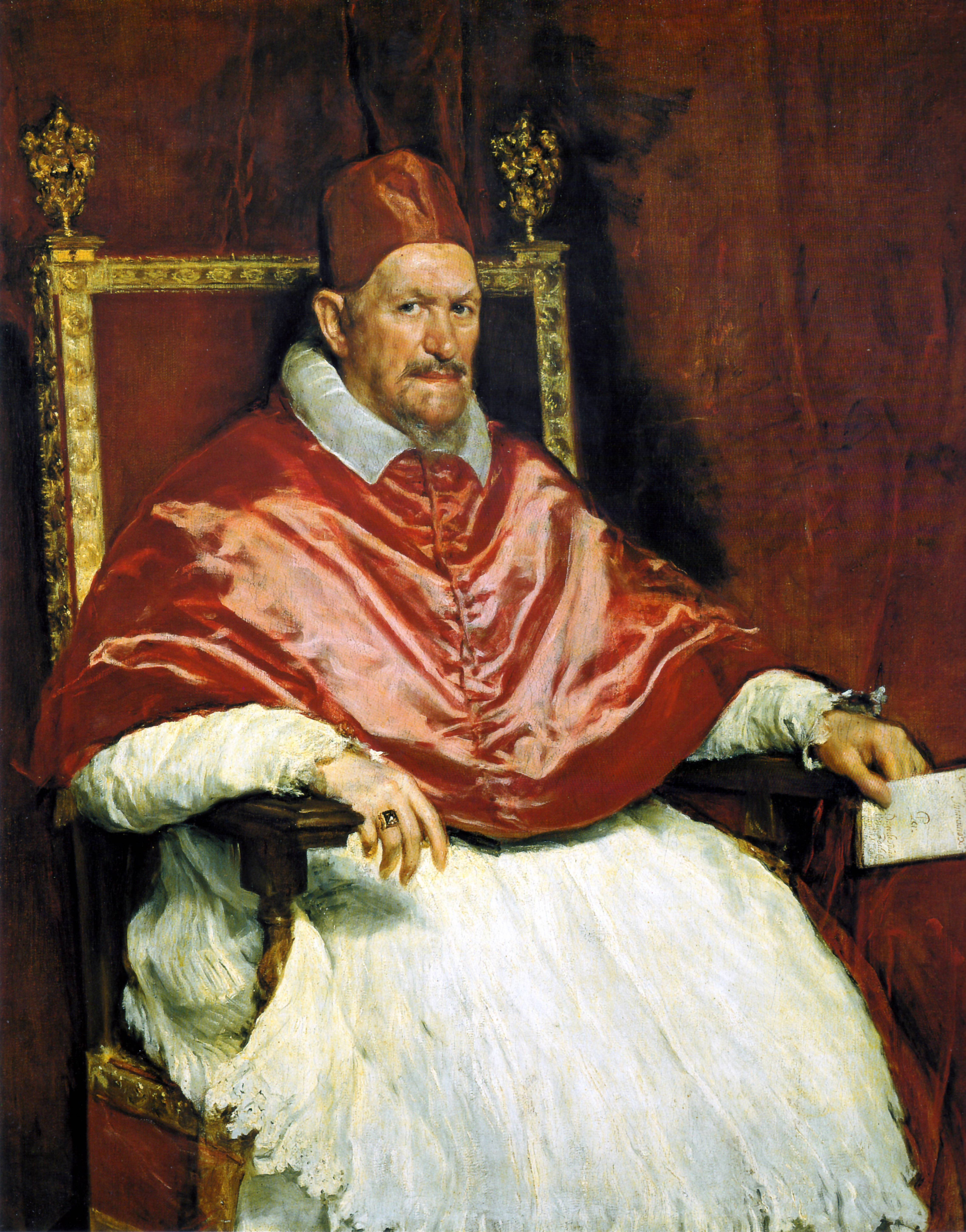
Портрет папи Іннокентія Х (1650, Галерея Доріа-Памфілі, Рим)

(La familia de Felipe IV), 1656—1657, Прадо, Мадрид

Наприкінці 1648 року здійснив другу подорож до Італії. Офіційним приводом для його візиту було придбання для Філіпа IV колекції античних скульптур та декількох шедеврів італійського живопису. Але художник був одночасно і високопоставленим придворним чиновником своєї монархії, серед обов'язків якого було встановлення дипломатичних зв'язків з високопоставленими особами Італії. Живописець прекрасно впорався з обома завданнями, він був приязно прийнятий новим Папою Іннокентієм X у Ватикані, який тут же замовив йому свій портрет. Результат тримісячної роботи художника ошелешив весь Рим, не кажучи вже про замовника.
Полотно «Портрет папи Іннокентія Х» (1650 р., Галерея Доріа-Памфілі, Рим) моментально стало вельми популярним. Хоча це було не характерно для того часу, з картини було зроблено безліч копій. Папа урочисто нагородив художника папською медаллю та золотим ланцюжком.
Відвідав Веласкес і Неаполь, що тоді належав Іспанії. Владу іспанської корони уособлював віце-король. Придворним художником іспанського короля в Неаполі був Хосе де Рібера. Так зустрілися два великих іспанських майстри 17 століття. Веласкес не відчував в Рібері конкурента і всіляко сприяв придбанню картин Рібери в Мадрид, хоча їхні художні манери значно розходились.
До цього ж періоду належить створення Веласкесом своєї найнезвичайнішої картини «Венера перед дзеркалом» (бл. 1647—1651, Національна галерея, Лондон).

### Повернення в Мадрид (пізній період)
У 1651 р. Веласкес повернувся у Мадрид. Цією подією мистецтвознавці датують початок пізнього періоду його творчості.
Крім вже звичних портретів членів королівської сім'ї, у цей період були створені дві картини, які вважаються вершиною творчості великого художника — «Фрейліни (Меніни)» (1656, Прадо, Мадрид) і «Пряхи» (бл. 1657, Прадо, Мадрид). Кожна з них не тільки є прекрасно зображеним епізодом з життя, але і наповнена глибоким підтекстом завдяки багатьом деталям, позам фігур, їх розташуванню, освітлення — все це дозволило говорити про загадки в пізній творчості Веласкеса.

### Хвороба і несподівана смерть
В 1652 році художник був призначений королівським обер-гофмаршалом. Нова посада Веласкеса (у його обов'язки входила підготовка й організація свят при дворі) віднімала багато сил і часу. В 1659 році король присвоює Веласкесу титул лицаря Ордена Сантьяго. У 1660 році, Веласкес відправляється до двору французького монарха, щоб залагодити питання, стосовно укладення між Іспанією й Францією «Піренейського миру», що став завершенням багатолітньої конфронтації двох країн. Суть місії художника, обраного довіреною особою короля Іспанії Філіпа IV, полягала у залагодженні усіх питань з приводу укладення шлюбу між старшою донькою короля Марією-Терезіею і французьким королем Людовиком XIV. Останньою подією у якій Веласкес взяв участь, стало свято на кордоні з Францією, з приводу одруження інфанти Марії-Терезії із французьким королем. Художник повернувся до Мадрида 26 червня, через декілька днів його охопила гарячка. Незважаючи на зусилля королівських лікарів, 6 серпня 1660 року, на 62-му році життя, Дієго Веласкес помер.
Наступного дня його з почестями, належними для лицаря, похоронили у мадридській церкві Іоанна Хрестителя (ісп. Iglesia de San Juan Bautista). Через рік після смерті, художнику було присвоєно титул — лицар Ордена Сант Яго.

### Родина Веласкеса
Коло тогочасних митців та прислужників двору було доволі тісним й обмеженим, тому зчаста вони родичалися поміж собою. Така ж доля спіткала Веласкеса та його родину.
Дієго Веласкес чимало часу провів в майстерні й родині свого учителя Франсіско Пачеко, відтак він таки захопився його єдиною дочкою Хуаною (1602—1660). Як тільки Хуана Пачеко дійшла зрілого віку, в 1618 році, молодий художник взяв її за дружину. В шлюбі у них народилося дві дочки — у 1619 році Франсиска і 1620 році Ігнасія (яка за рік померла, в 1621 році). Про Хуані практично нічого не відомо (адже тогочасні жінки залишалися в тіні своїх чоловіків) — за винятком хіба що того, що вона позувала для ранніх релігійних картин Веласкеса. Хуана не довго побивалася по смерті свого знаного чоловіка, оскільки одразу ж злягла й невдовзі померла, і вже 14 серпня, через вісім днів після гучних похорон Веласкеса, була похована у ті й такі мадридській церкві Іоанна Хрестителя. Під час наполеонівський воєн в Іспанії і церква, і могили були знищені французами.
Дослідникам найбільше відомо про старшу дочку Веласкеса — Франциску де Сільва Веласкес-і-Пачеко (1619—1658). Ще за життя Дієго, він видав її заміж за свого найпершого й найвідданішого учня — Хуана дель Мазо, в цьому шлюбі у них народилися п'ятеро дітей. Франциска де Сільва померла незабаром після народження своєї останньої дитини. Одна з дочок Хуана Батиста Мартінеса дель Мазо, Марія Тереза Мартінес дель Мазо-і-Веласкес (1648—1692), що одружилася й стала маркізою де Монтелеоне. Так склалася життєва доля Веласкесів, що саме завдяки цій його внучці їхня родина породичалася з юагатими й королівськими домами Європи. Марія Терезія стала прабабусею Генрієтти Касадо де Монтелеоне (1725—1761), що вийшла у 1746 році заміж за Генріха VI, князя Рейсс-Кострицького, через цих своїх нащадків є праматір'ю кількох правлячих в ХХ–XXI століттях європейських монархів: королеви Іспанії Софії, королеви Нідерландів Беатрікс, короля Швеції Карла XVI Густава, короля Бельгії Альберта II, князя Ліхтенштейну Ганса-Адама II, Великого герцога Люксембурзького Анрі.
Біографи-дослідники віднайшли додаткові факти того, що під час однієї з поїздок до Італії відомий і багатий, уже на той час, придворний художник завів інтрижку, звичну в ті часи для вищого кола. З опублікованого в 1983 році документа випливає, що в Італії у Веласкеса народився позашлюбний син Антоніо — але вже після того як майстер поїхав в Іспанію, якого сам Веласкес, ймовірно, так жодного разу і не побачив. Відомо, що восени 1652 року іспанський посланець в Римі виплачував допомогу Марті, матері дитини.

## Творчість

### Севільський період

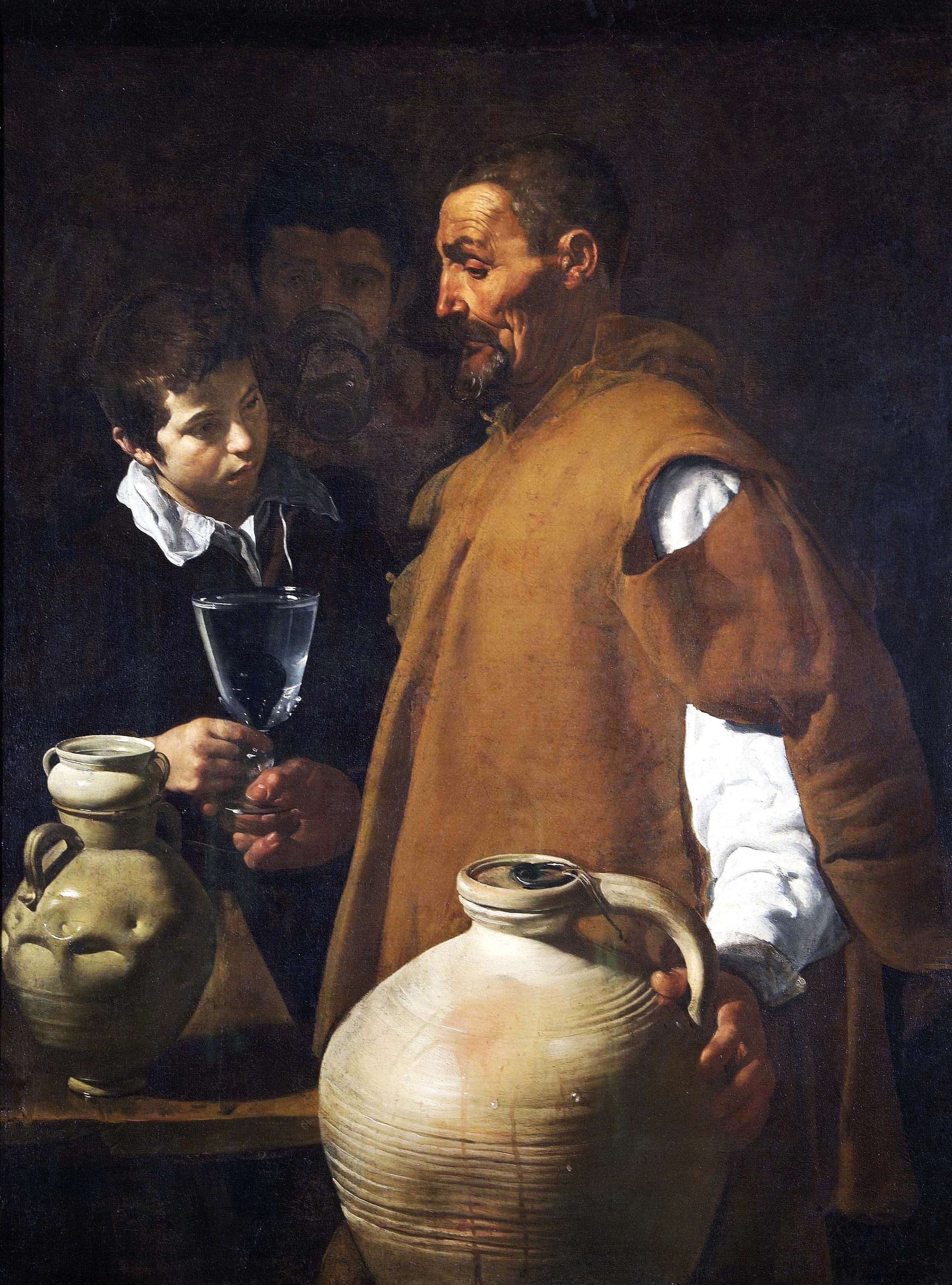
«Водонос» (бл. 1622, Музей Веллінгтона, Лондон)

Ранні полотна севільського періоду, в основному, були створені в жанрі бодегонів (ісп. bodegon — корчма, шинок). Загалом, то були натюрморти, кухонні сцени, корчмарські замальовки. Відомі близько двадцяти робіт того періоду, з яких до наших днів збереглося лише дев'ять. До числа найвідоміших картин раннього Веласкеса належать «Сніданок двох юнаків» (бл. 1618, Музей Веллінгтона, Лондон), «Стара кухарка» (бл. 1618 року, Національна галерея Шотландії, Единбург) «Сніданок» (бл. 1618 Ермітаж, Санкт-Петербург) у яких художник демонструє свою майстерність шляхом передачі гри світла на фігурах переднього плану, що підкреслює рельєфи поверхні і текстури. Картина «Водонос» («Продавець води», бл. 1622 Музей Веллінгтона, Лондон) є особливо знаменитою своїми візуальними ефектами: великий глиняний глечик відбиває світло горизонтальними борозенками на зовнішніх стінках і одночасно по його поверхні скочуються прозорі краплі води.

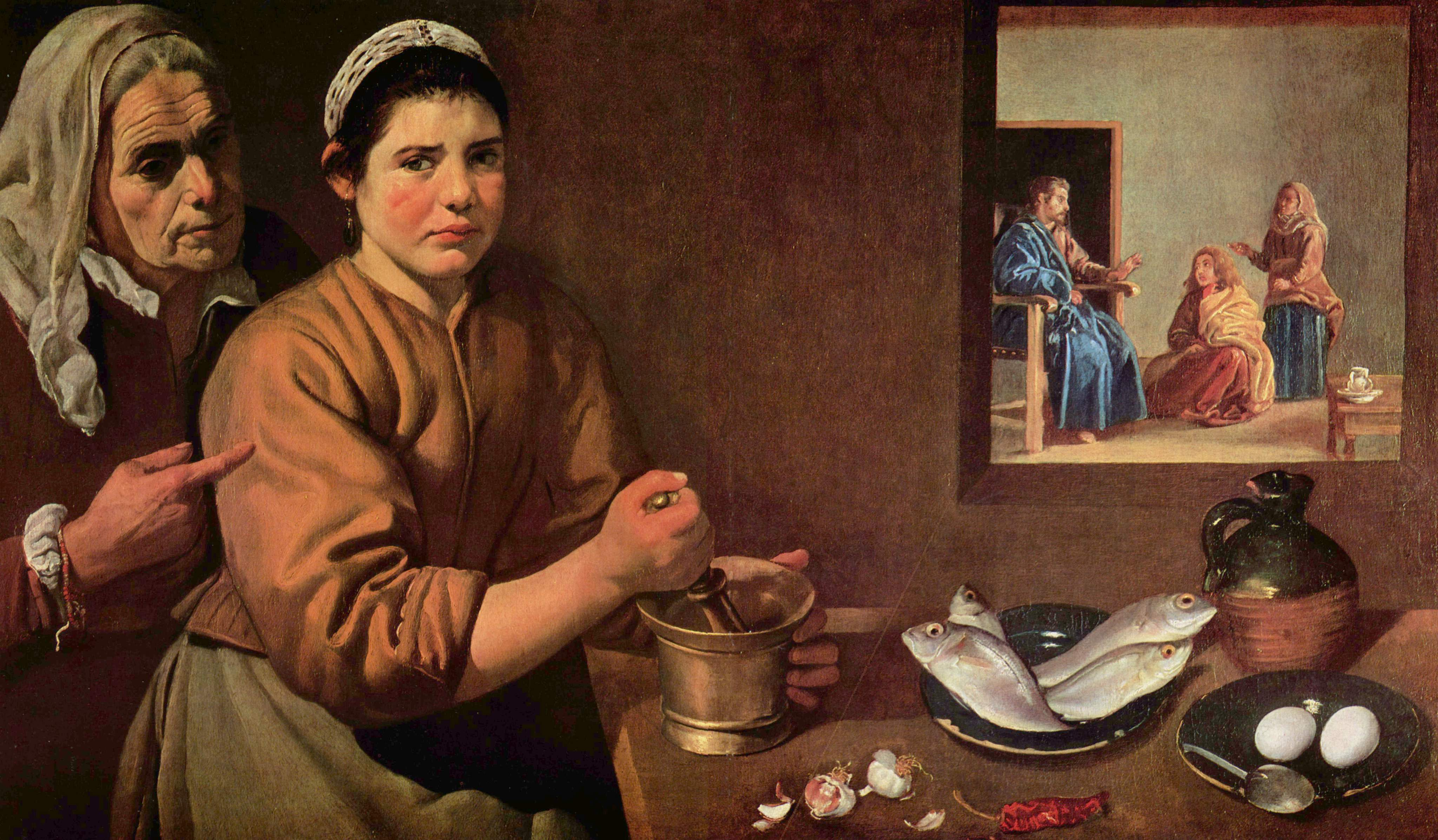
«Христос в домі Марфи і Марії» (бл. 1620, Лондонська Національна галерея)

У схожому стилі написані й декілька релігійних картин цього ж періоду — «Поклоніння пастирів», «Поклоніння волхвів» (1619); «Христос в домі Марії і Марфи» (бл. 1620, Лондонська Національна галерея). Прикладом цьому може слугувати полотно «Христос в домі Марфи і Марії», що є «картиною у картині» і наповнене значно глибшим змістом, ніж інші роботи цього періоду. За сюжетом молода куховарка відривається на хвильку від приготування їжі, підкоряючись жесту старої жінки, яка вказує їй на картину, що висить на стіні. Картина, у свою чергу, зображує сцену з Євангелія, згідно з якою Христос прийшов у будинок Марії і Марфи, і вони, відклавши домашні справи, стали слухати його вчення. Обидві картини перегукуються між собою і можуть сприйматися і як звичайне зображення життєвого епізоду, і як алегоричне нагадування про вічні цінності.
Твори Веласкеса того періоду, особливо його натюрморти, суттєво вплинули на сучасних йому севільських художників. Існує велика кількість копій та імітацій оригінальних полотен майстра. Насамперед у них відчувається уважне вивчення молодим Веласкесом караваджистського мистецтва, багато зразків з якого були доступні в Севільї, що вирізнялось підкресленим реалізмом у зображенні предметів і точним передаванням рис натури, підсиленим контрастним освітленням фігур переднього плану, а також щільністю письма. Усі роботи виконані в лаконічній і виразній манері з використанням темного, часто умовного фону, позбавленого глибини, що залишає відчуття безповітряності. При всьому цьому не виникає сумнівів щодо життєвості та достовірності зображених образів і сцен.
Значний вплив на формування Веласкеса як художника справило також довге перебування в майстерні Пачеко, де цінились: робота з натури, старанність малюнка, точність подібності з моделлю.

### Придворний живописець
У мадридський період майстерність художника вдосконалюється. Він звертається до екстраординарних для іспанського живопису античних сюжетів («Вакх або п'яниці», 1628–1629, «Кузня Вулкана», 1630), а також історичних — «Здача Бреди» (1634).
Портрети, створені Веласкесом в 1630—1640 роках, принесли йому заслужену славу майстра цього жанру. Хоча в портретах Веласкеса звичайно відсутні жести й рух, вони надзвичайно реалістичні й природні. Тло підібране так, щоб максимально відтінювати фігуру, колірна гама сувора, але пожвавлюється ретельно підібраними сполученнями кольорів. Веласкесу вдавалося в портреті передати характер людини, показати суперечливість рис його характеру.
Найвідоміші портрети дона Хуана Матеоса (1632), генерала Олівареса (1633), кінний портрет короля Філіпа III (1635), папи Іннокентія X (1648).
Портретам пізнього періоду творчості Веласкеса у великій мірі властиві артистизм і психологічна завершеність (інфанта Марія Тереза, 1651; Філіп IV, 1655—1656; інфанта Маргарита Австрійська, близько 1660).

## Учні й послідовники
Безпосереднім продовжувачем і спадкоємцем його посади при дворі виявився його учень і чоловік його дочки Франсиски — Хуан Батиста дель Масо (Juan Bautista Martinez del Mazo). Але він не мав таланту свого попередника, і зміг відтворювати лише деякі зовнішні форми. Інший учень Веласкеса — Хуан де Пареха, мавр, що був слугою в його майстерні. (Веласкес зобразив цього негра на одному із найкращих своїх портретів). Пареха писав портрети й релігійні картини.
Після Веласкеса при мадридському дворі короля Карла II працювали Клаудіо Коельо й Хуан Каррено де Міранда. Зі зміною правлячої династії і приходом до влади династії (іспанських Бурбонів) французьке бароко й рококо витіснило у вищих шарах настільки прекрасно створений Веласкесом реалізм і натуралізм.
Пізніше до спадщини Веласкеса звернулися вже романтики й імпресіоністи.
Тарас Шевченко, як і його вчитель Карл Брюллов, високо цінував портрети Веласкеса. У повісті «Художник» він згадав портрет у Строгановській галереї, що приписувалася тоді Веласкесу, і копію Брюллова з цього портрета.

## Відомі картини

### Бодегонес, ранній період творчості
- «Три музики», Берлін
- «Сніданок», Музей образотворчих мистецтв, Будапешт
- «Сніданок», Ермітаж, Санкт-Петербург
- «Мулатка»
- «Водонос» (або «Продавець води»).
- «Яєчня» (або «Жінка готує яєчню»), Единбург

### Релігійні та міфологічні сюжети
- «Поклоніння волхвів», 1619, Прадо, Мадрид
- «Христос в домі Марфи і Марії», 1620, Національна галерея, Лондон.
- «Вигнання маврів», 1627, Прадо, Мадрид
- «Тріумф Вакха або П'яниці», 1628, Прадо, Мадрид
- «Кузня Вулкана», 1630, Прадо, Мадрид
- «Розп'ятий Христос», 1632, Прадо, Мадрид
- «Здача Бреди (Ліс Списів)», 1634, Прадо, Мадрид

### Портрети
- «Невідома іспанка», 1646, Зібрання герцога Девонширського
- «Портрет Олівареса», 1633, Ермітаж, Санкт-Петербург
- «Філіп IV верхи», 1636, Прадо, Мадрид
- «Портрет Філіпа IV в військовому костюмі, названий Ла Фрага», 1644, Колекція Фріка, Нью-Йорк
- «Портрет Філіпа IV», 1656, Прадо, Мадрид: (Усього було написано з півтора десятка портретів короля протягом 37 років)
- «Портрет папи Іннокентія X», 1648, Галерея Доріа-Памфілі, Рим
- «Портрет інфанти Марії Терези», 1651, зібрання Леман, Нью-Йорк
- «Портрет інфанти Маргарити», бл. 1658, колекція музею Богдана та Варвари Ханенків, Київ[23]
- «Портрет інфанти Маргарити у блакитній сукні», 1659, Музей історії мистецтв, Відень
- «Портрет інфанта Феліпе Просперо», 1659, Музей історії мистецтв, Відень
- «Портрет інфанти Маргарити Австрійської», 1660, Прадо, Мадрид
- «Портрет Хуана Матео, королівського обер-єгермейстера», Галерея старих майстрів, Дрезден
- Портрет папи Іннокентія Х, Національна галерея мистецтва, Вашингтон

## Галерея

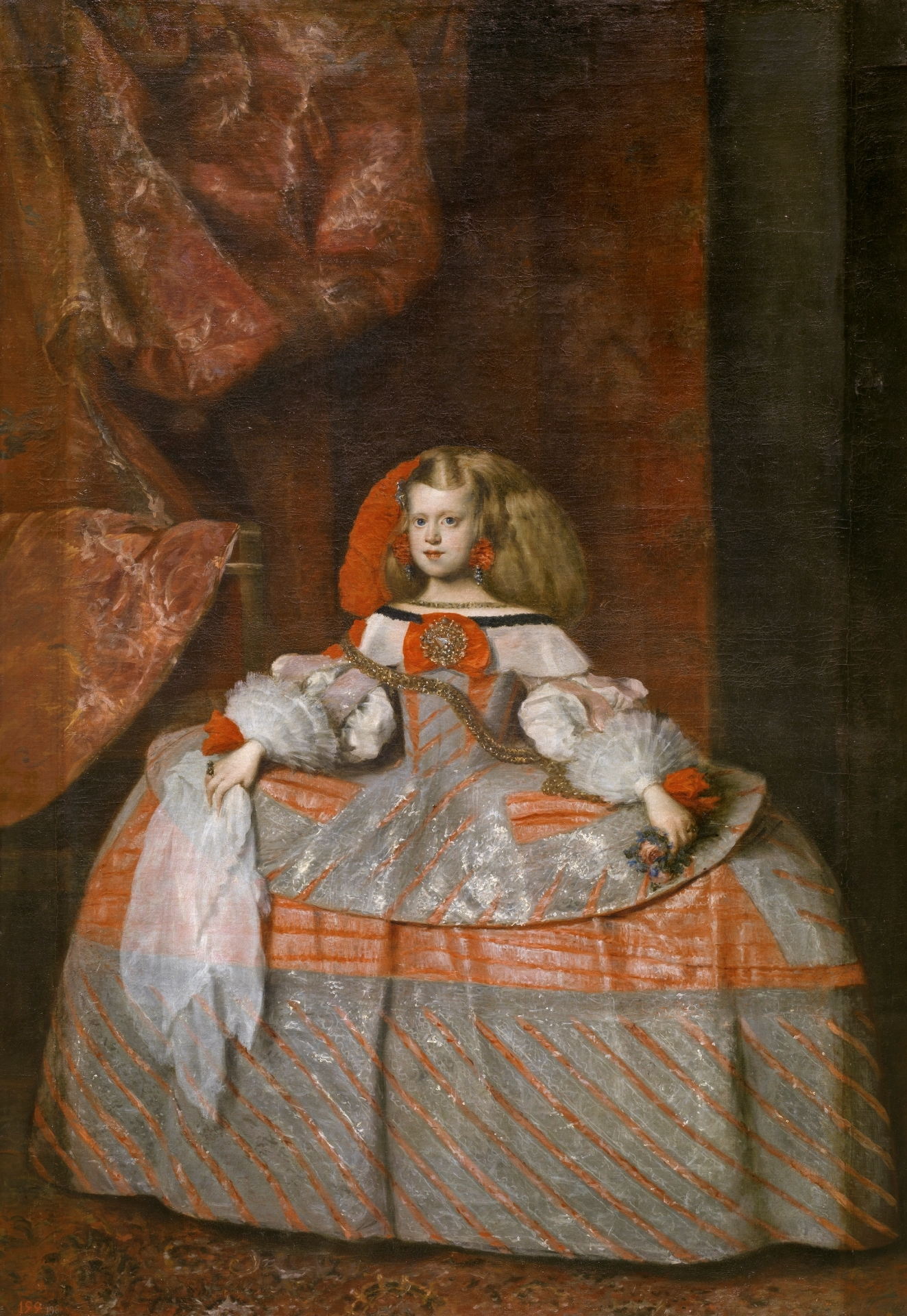
Інфанта Маргарита Австрійська, 1660
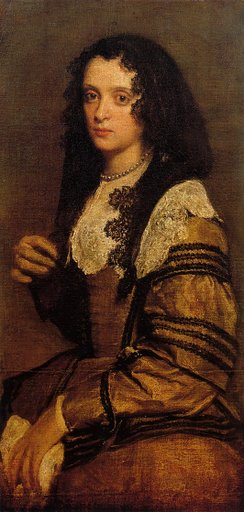
Невідома іспанка
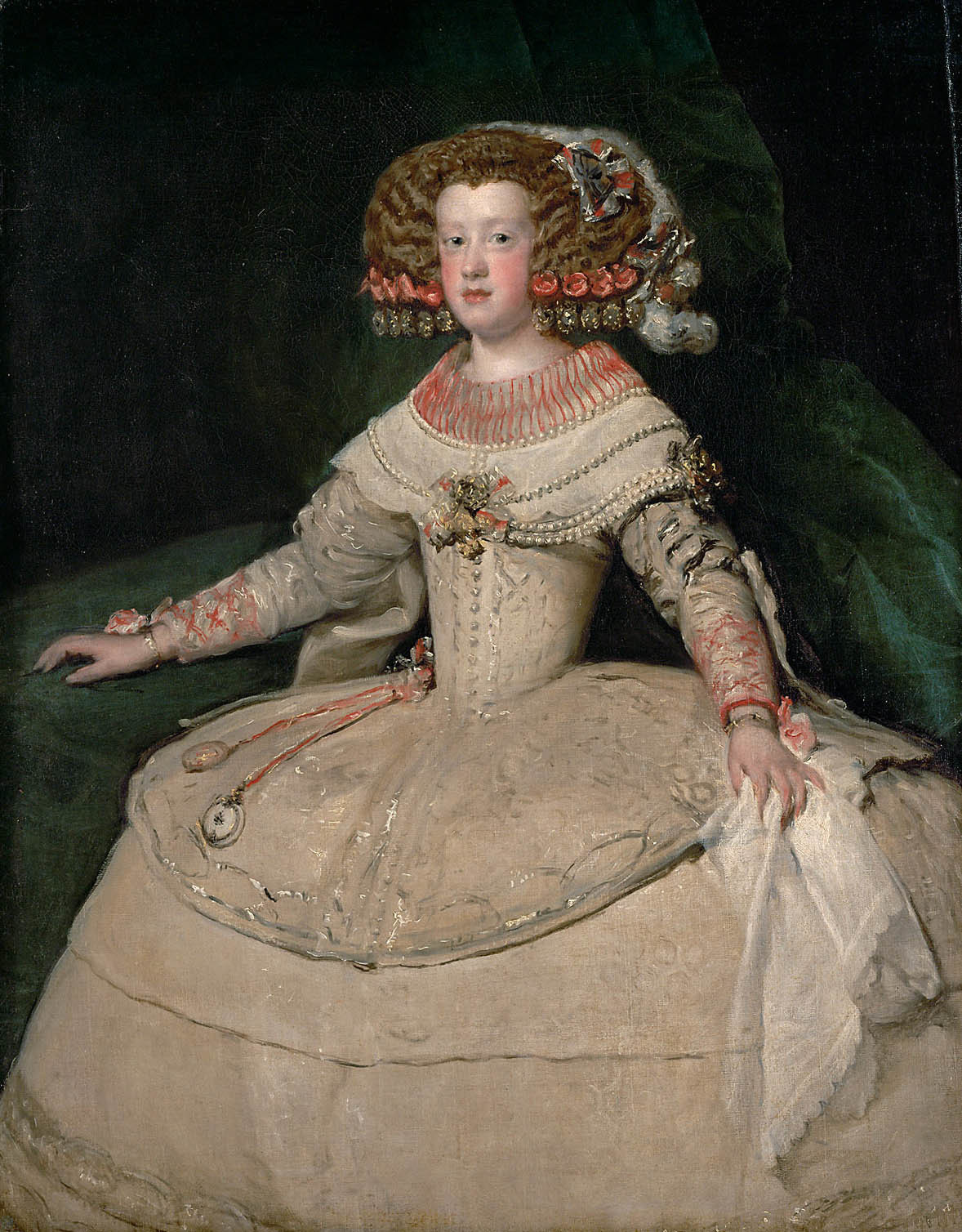
Принцеса Марія Тереза, до 1653, Художньо-історичний музей, Відень
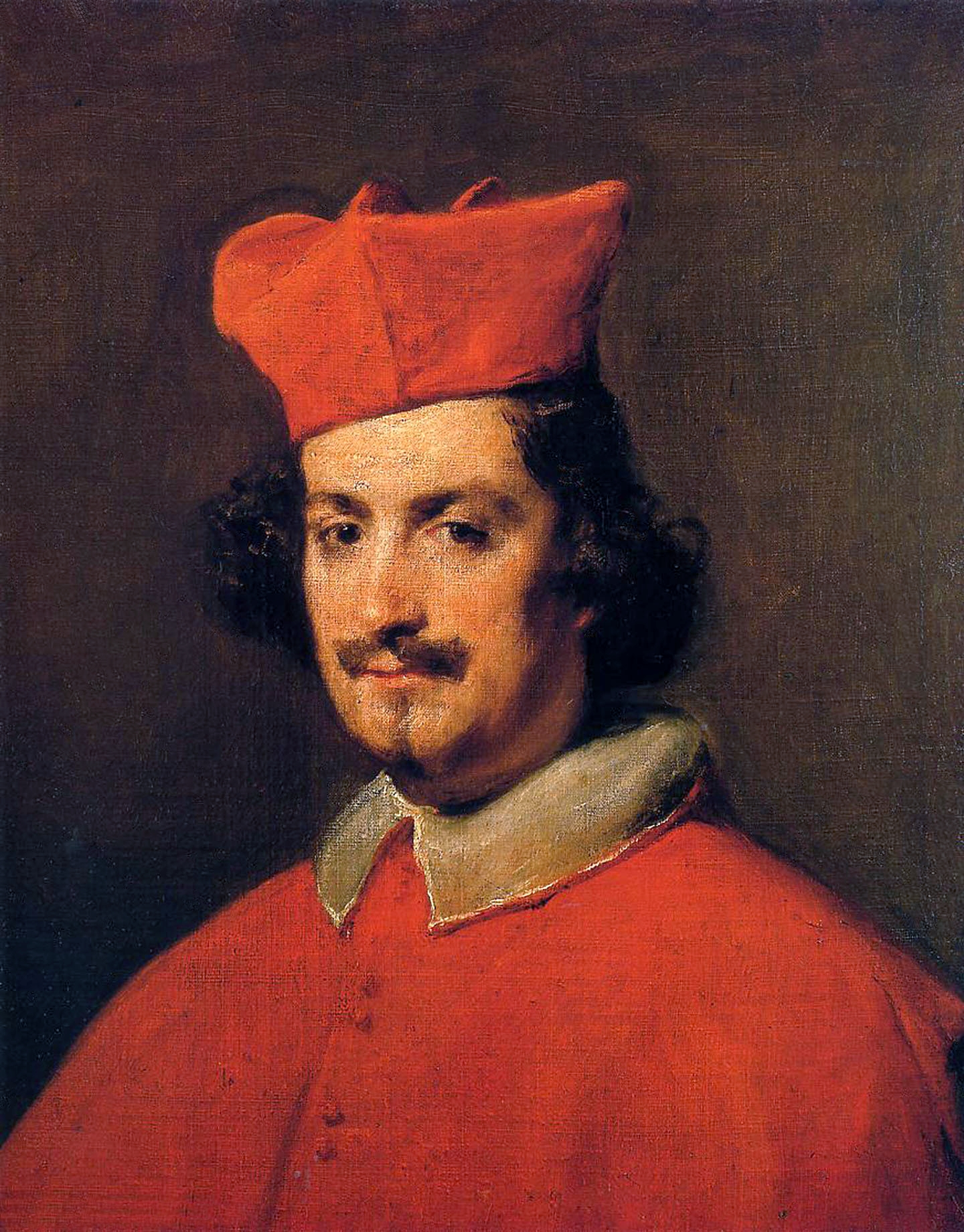
«Кардинал Камілло Асталі Памфілі», 1650, Нью-Йорк, США
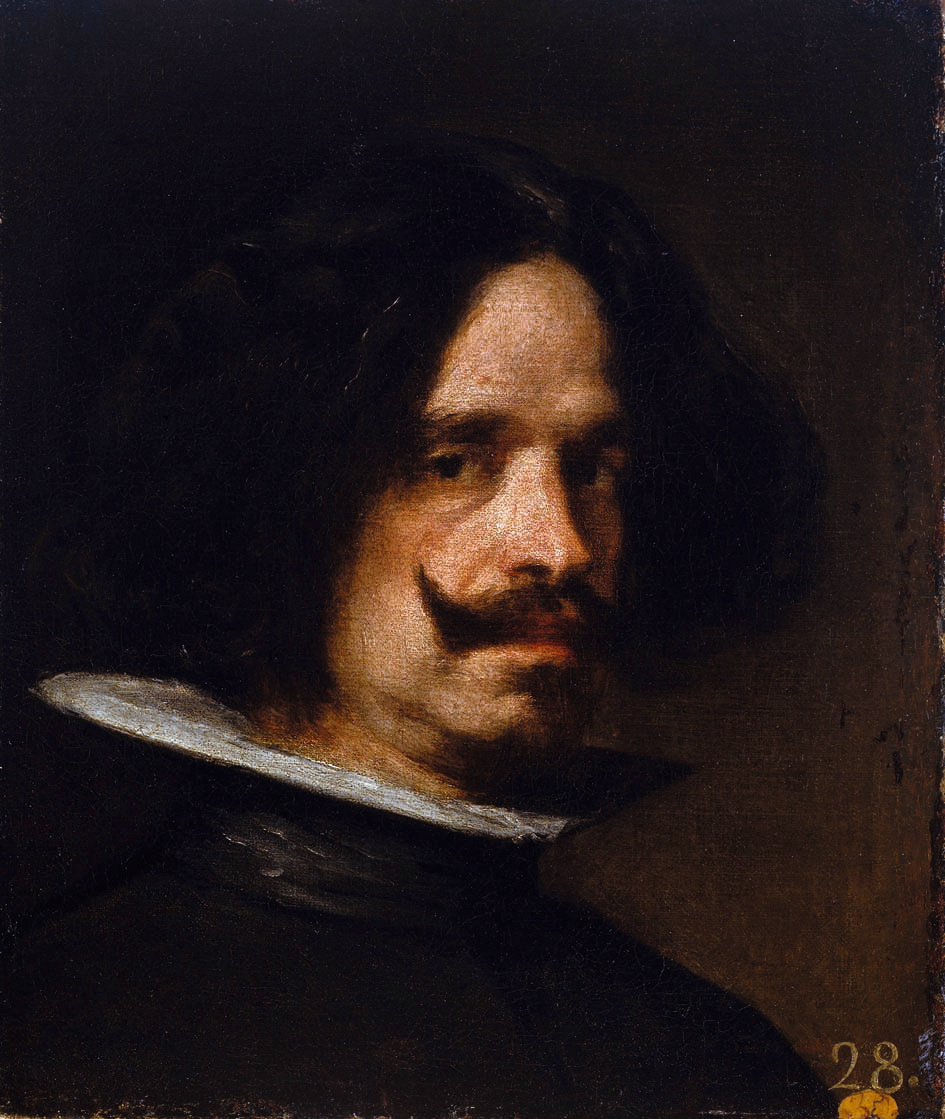
Автопортрет, 1640, Валенсія
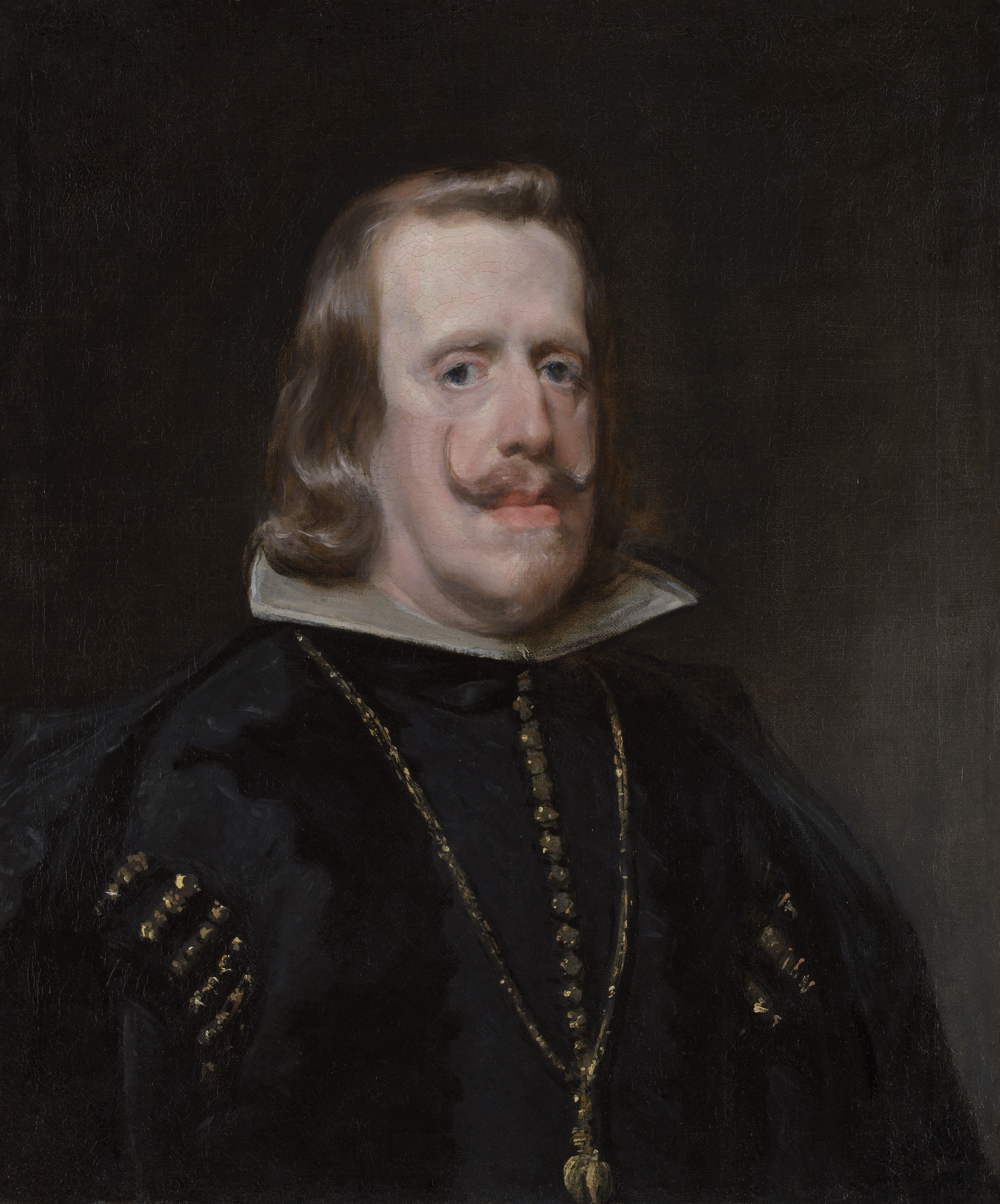
Філіп IV Іспанський, 1656
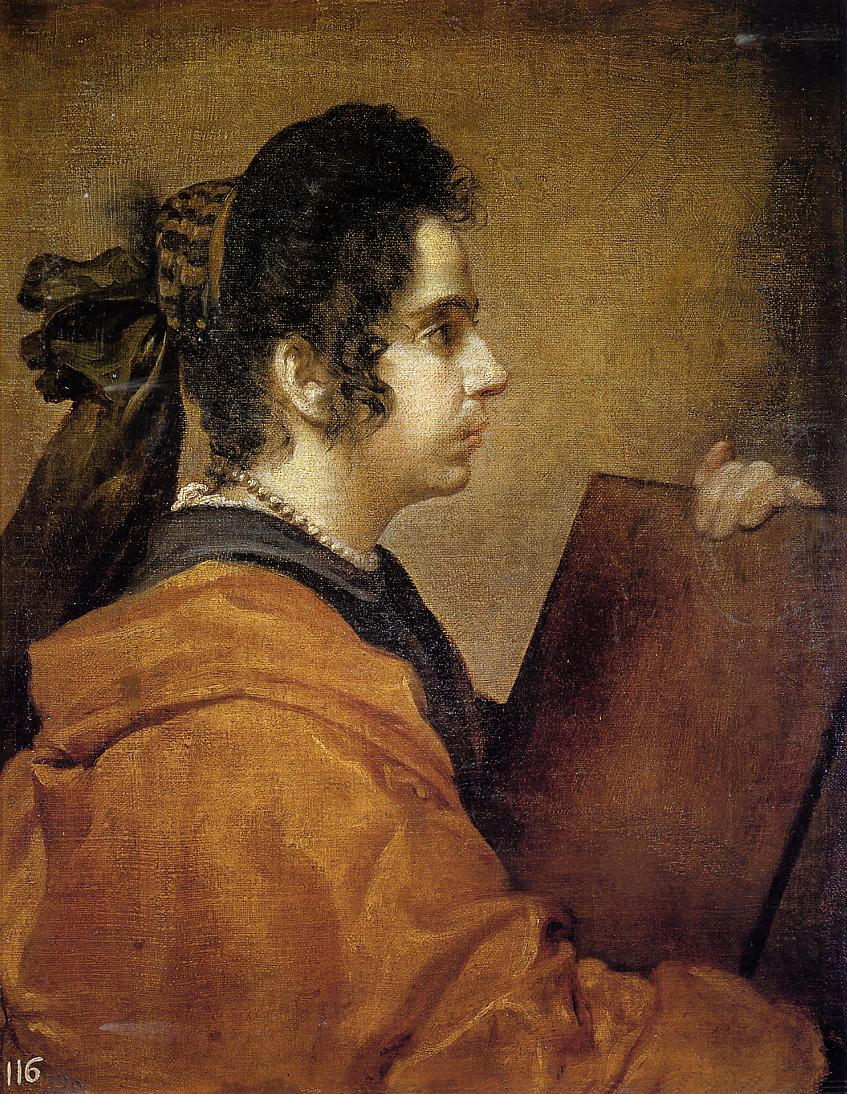
«Модель в образі сивілли», до 1631, Національний музей Прадо, Мадрид
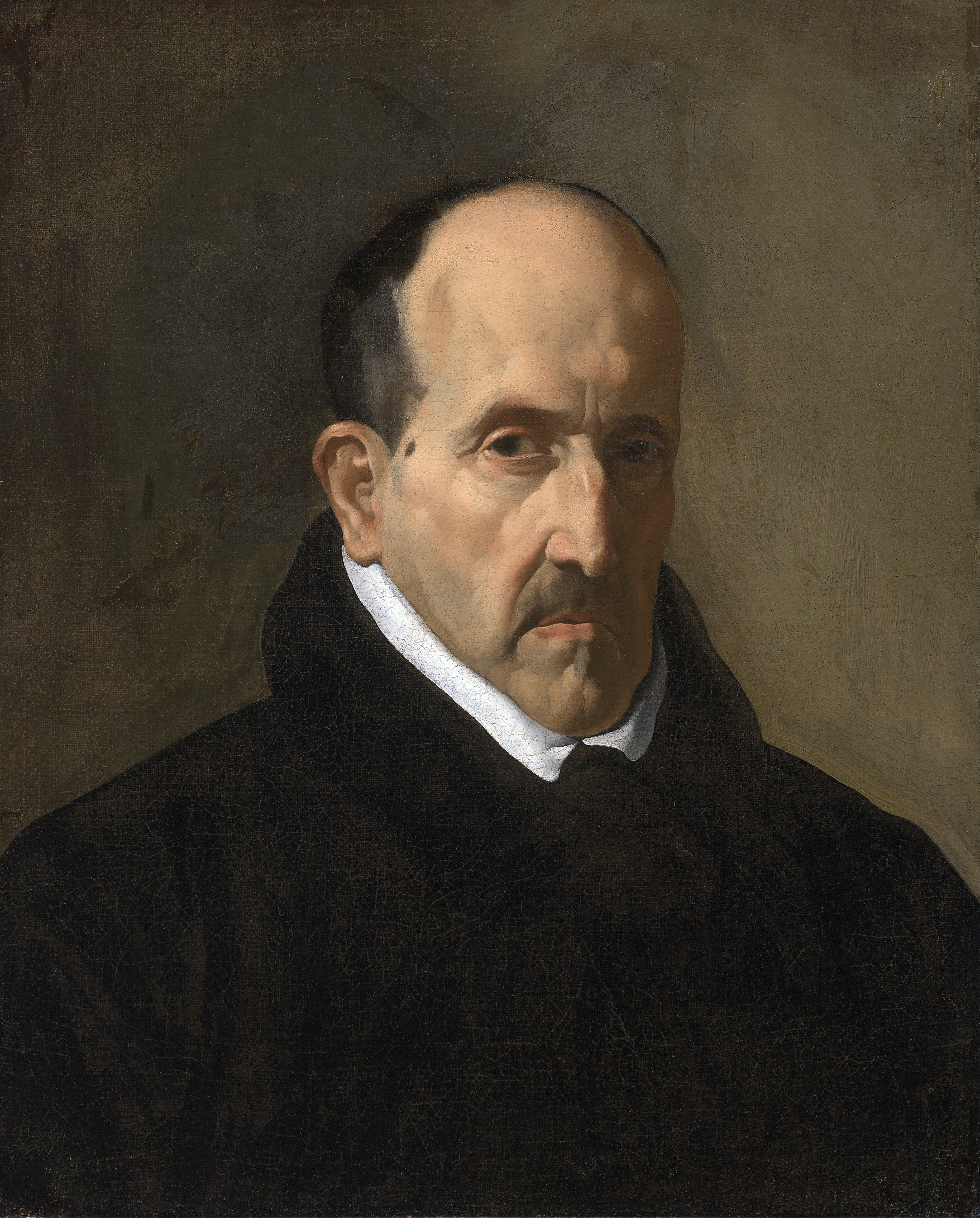
Портрет поета Луїса де Гонгора-і-Арготе, 1622, Музей изящных искусств (Бостон)
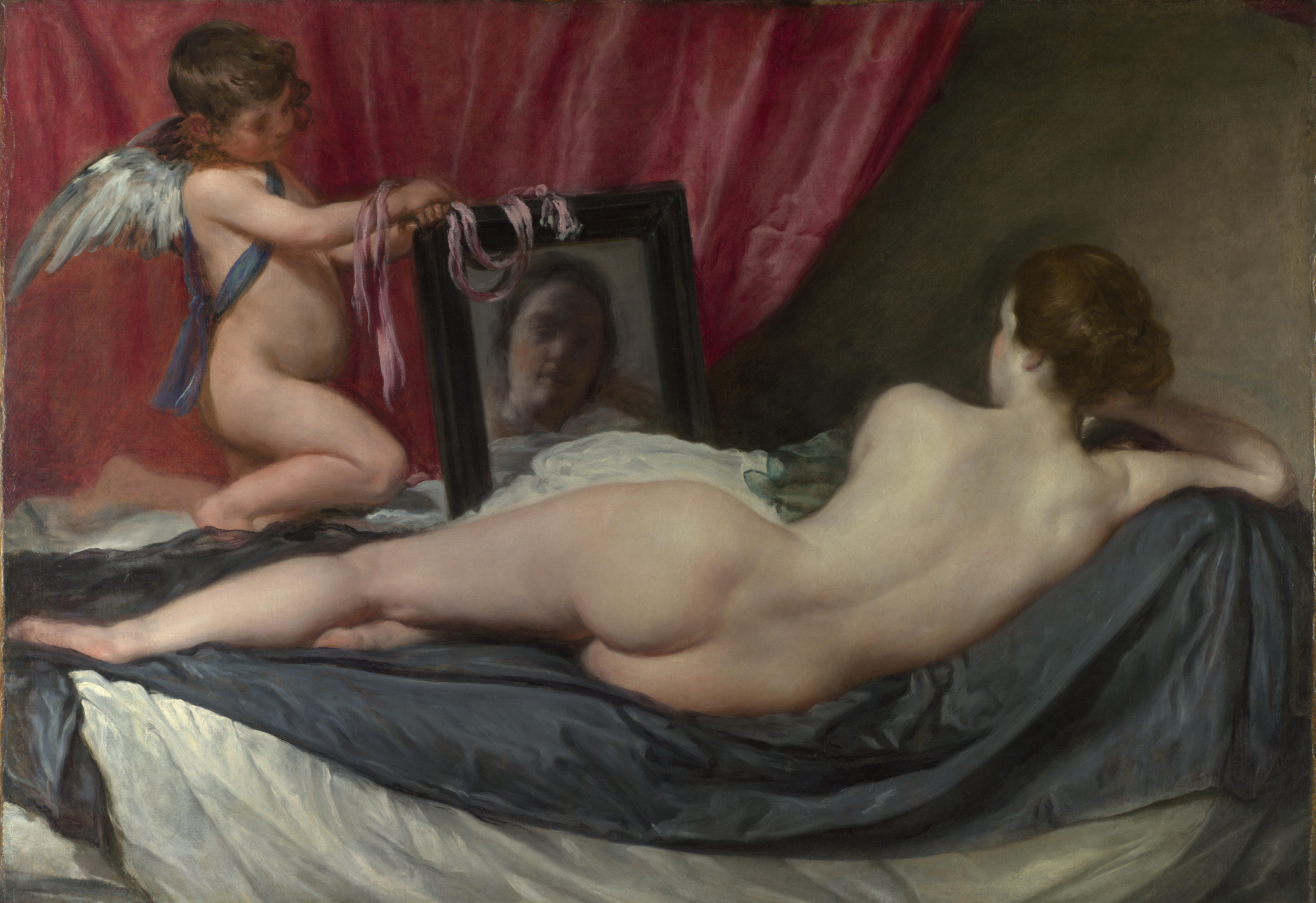
Венера з дзеркалом
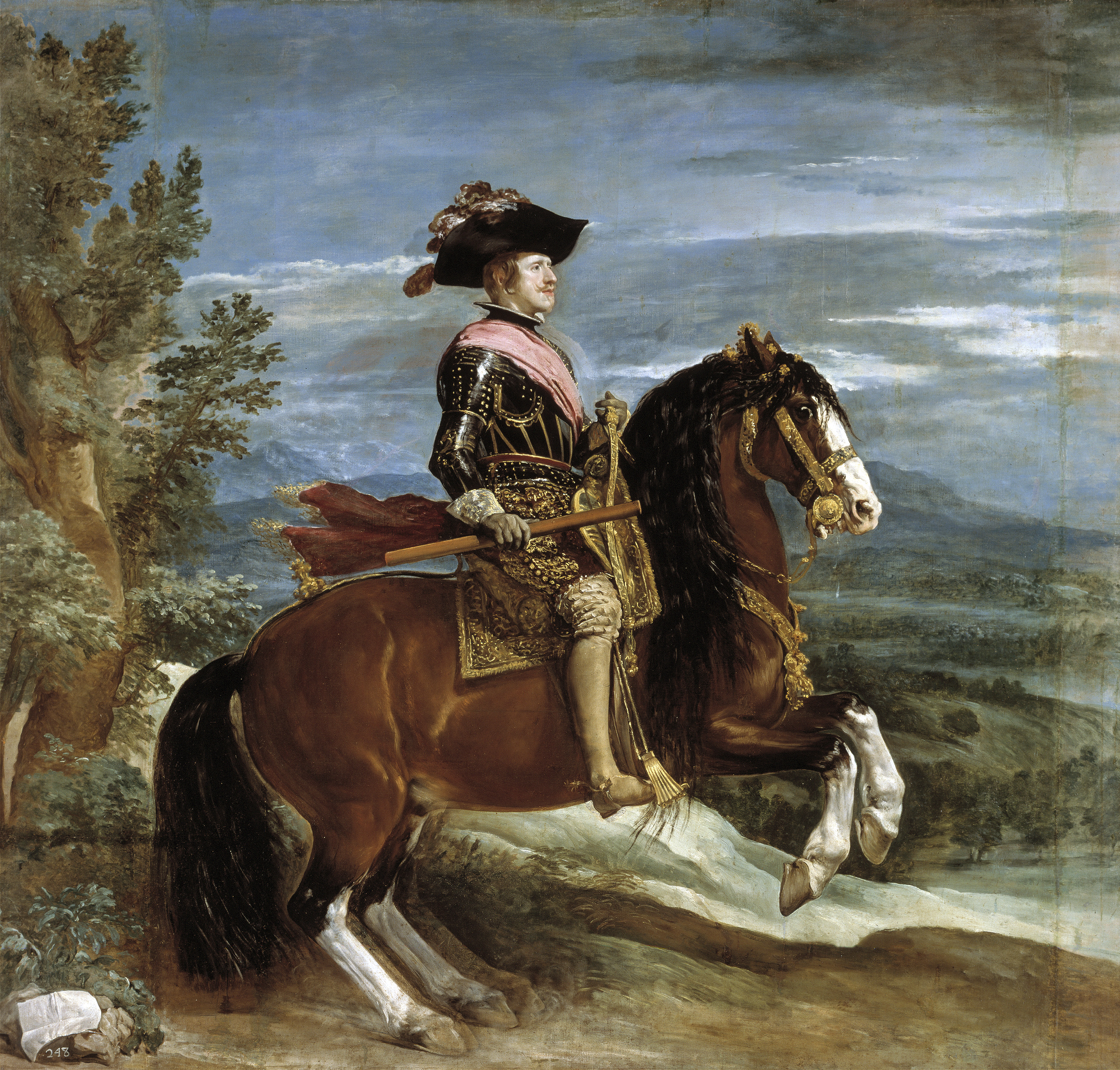
Філіп IV верхи, Музей Прадо (Мадрид)
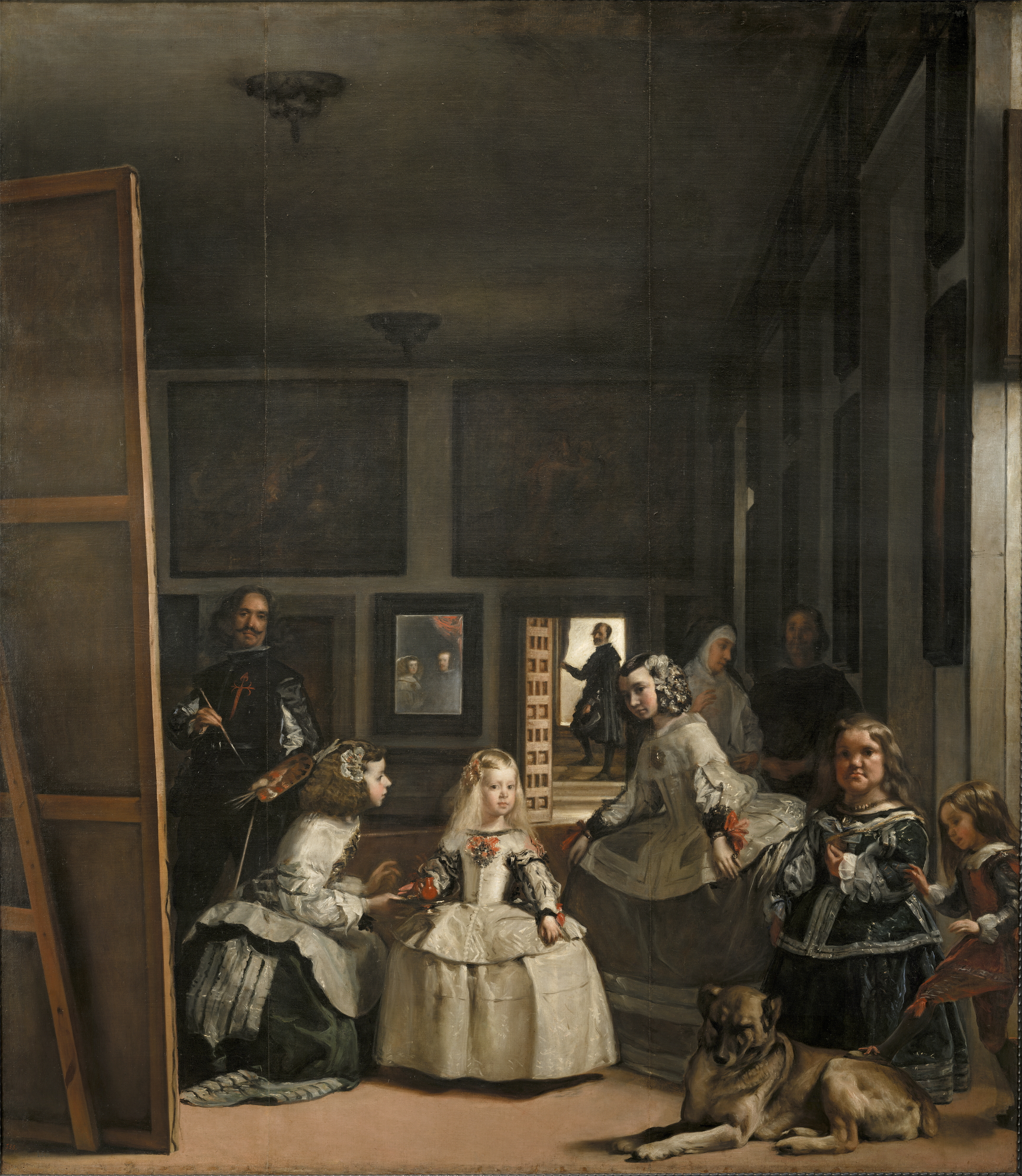
«Сім'я Феліпе IV » (1656, Музей Прадо, Мадрид)
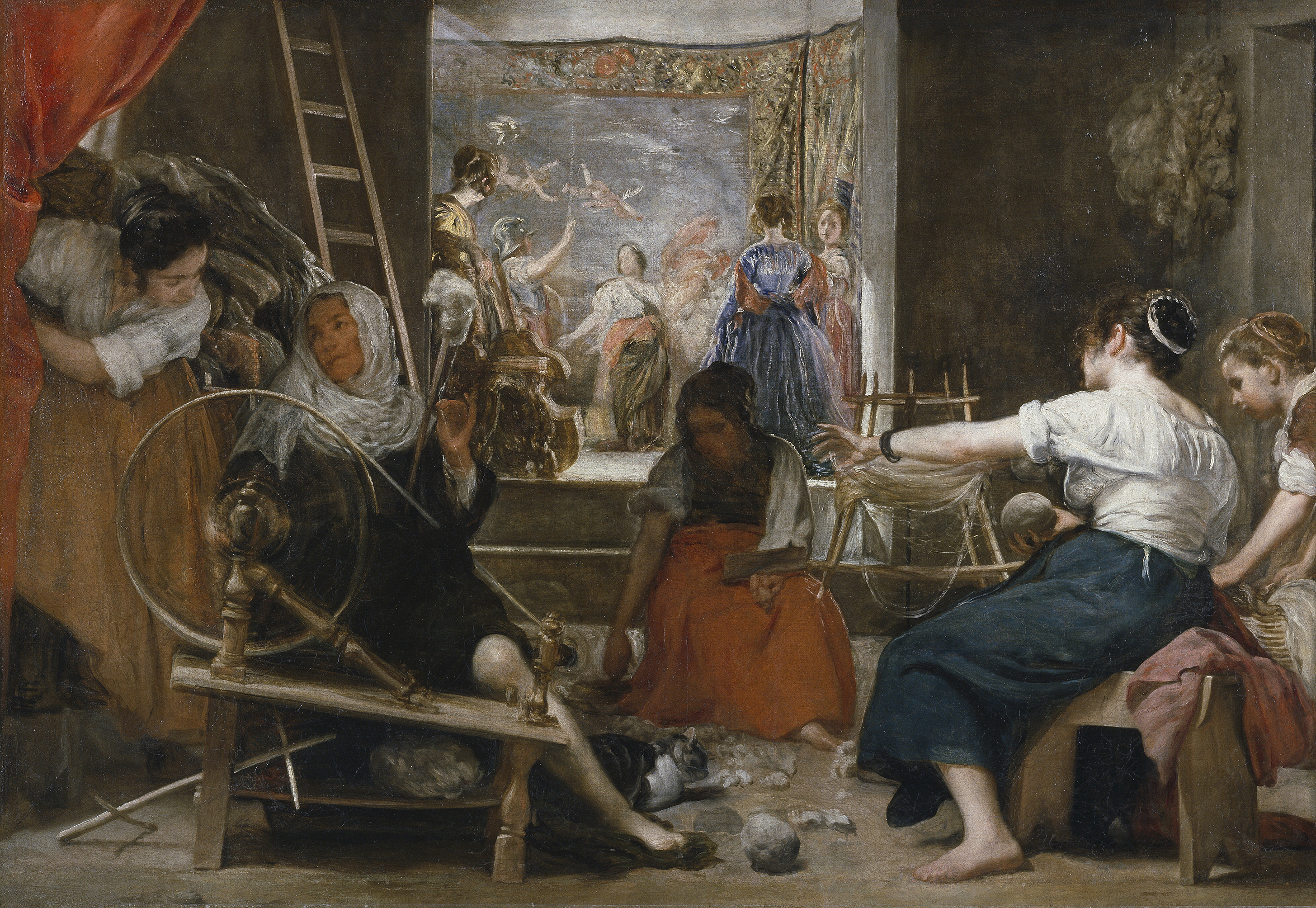
«Пряхи» (1658, Музей Прадо, Мадрид)
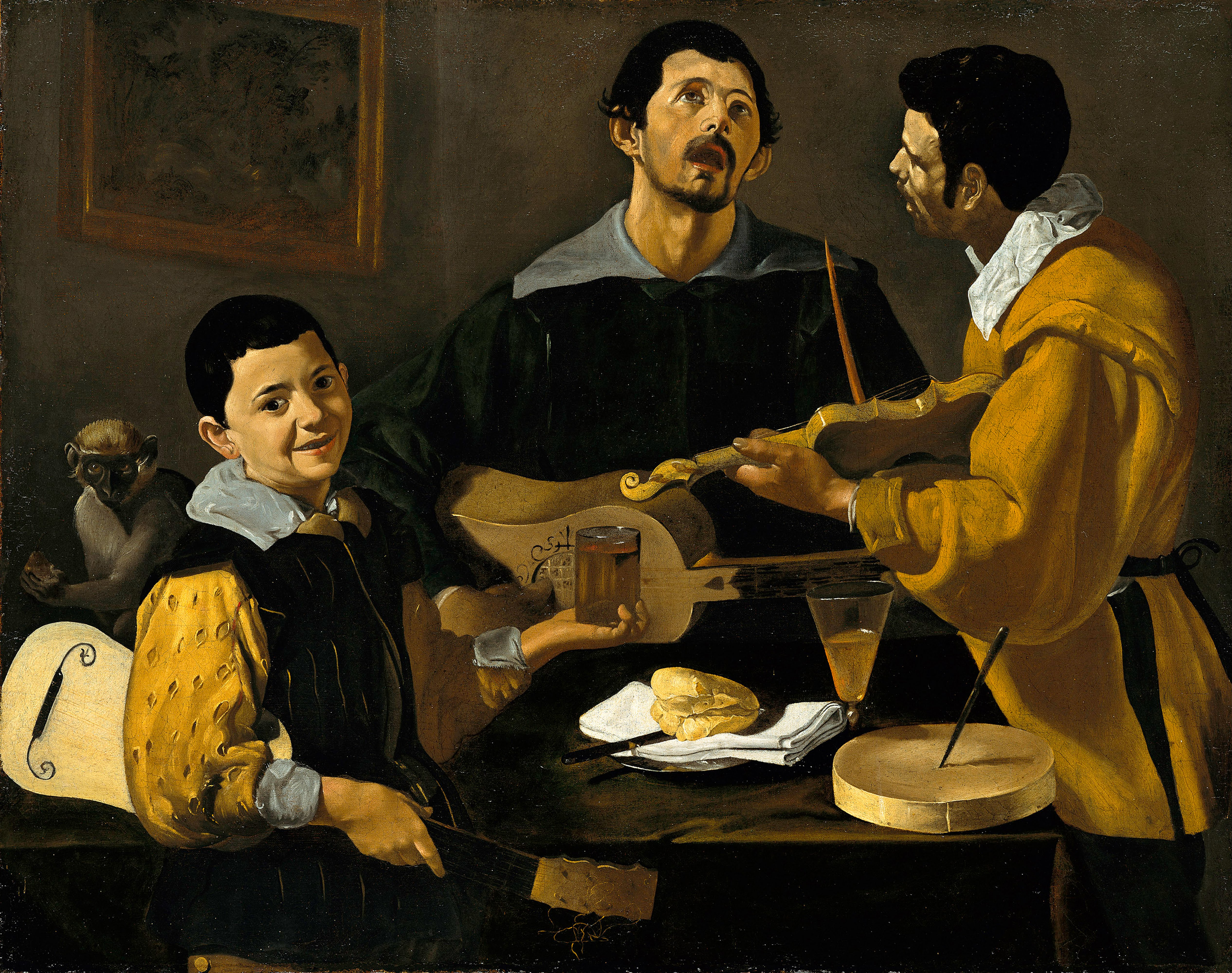
Три музики
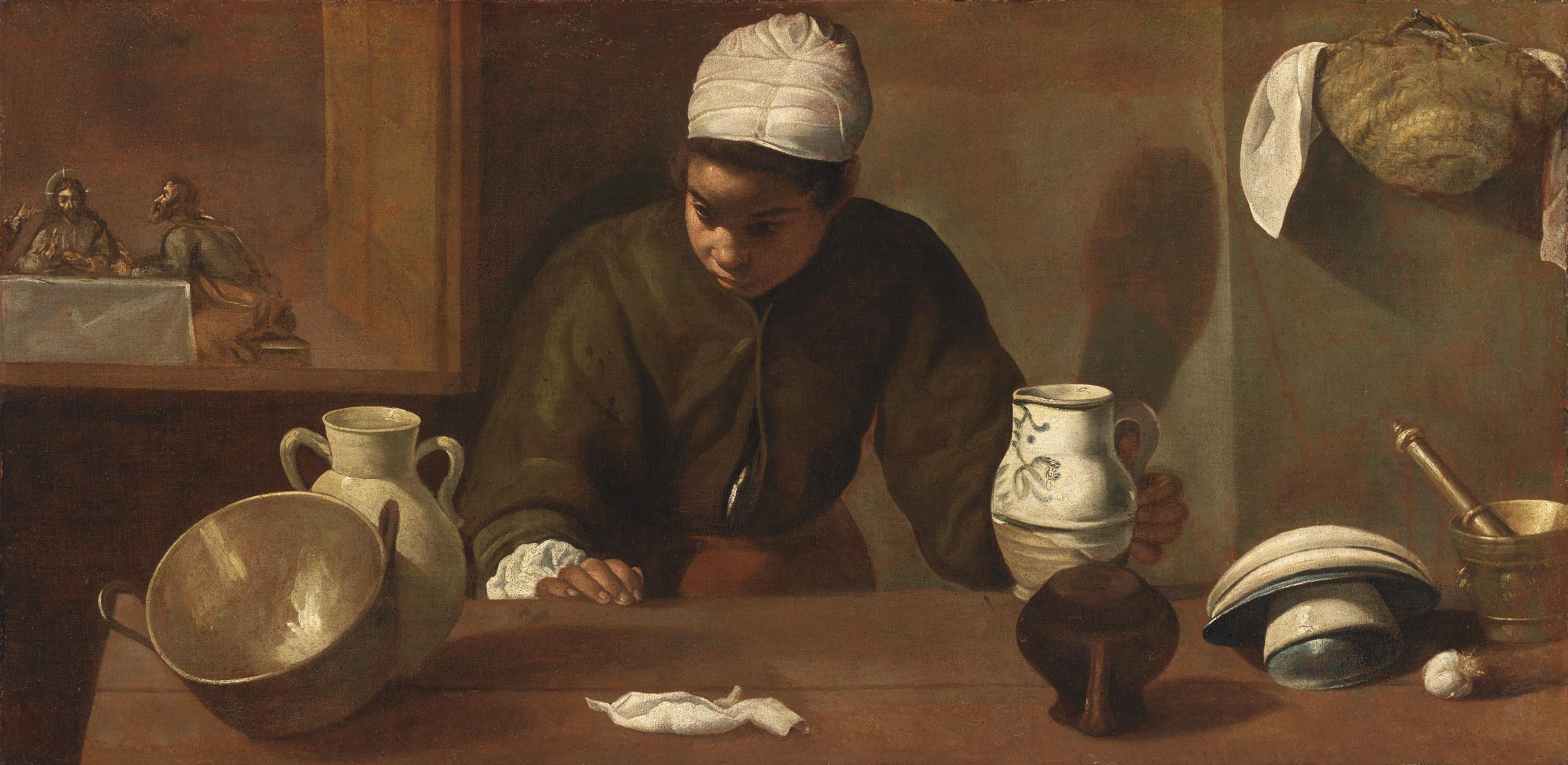
Мулатка
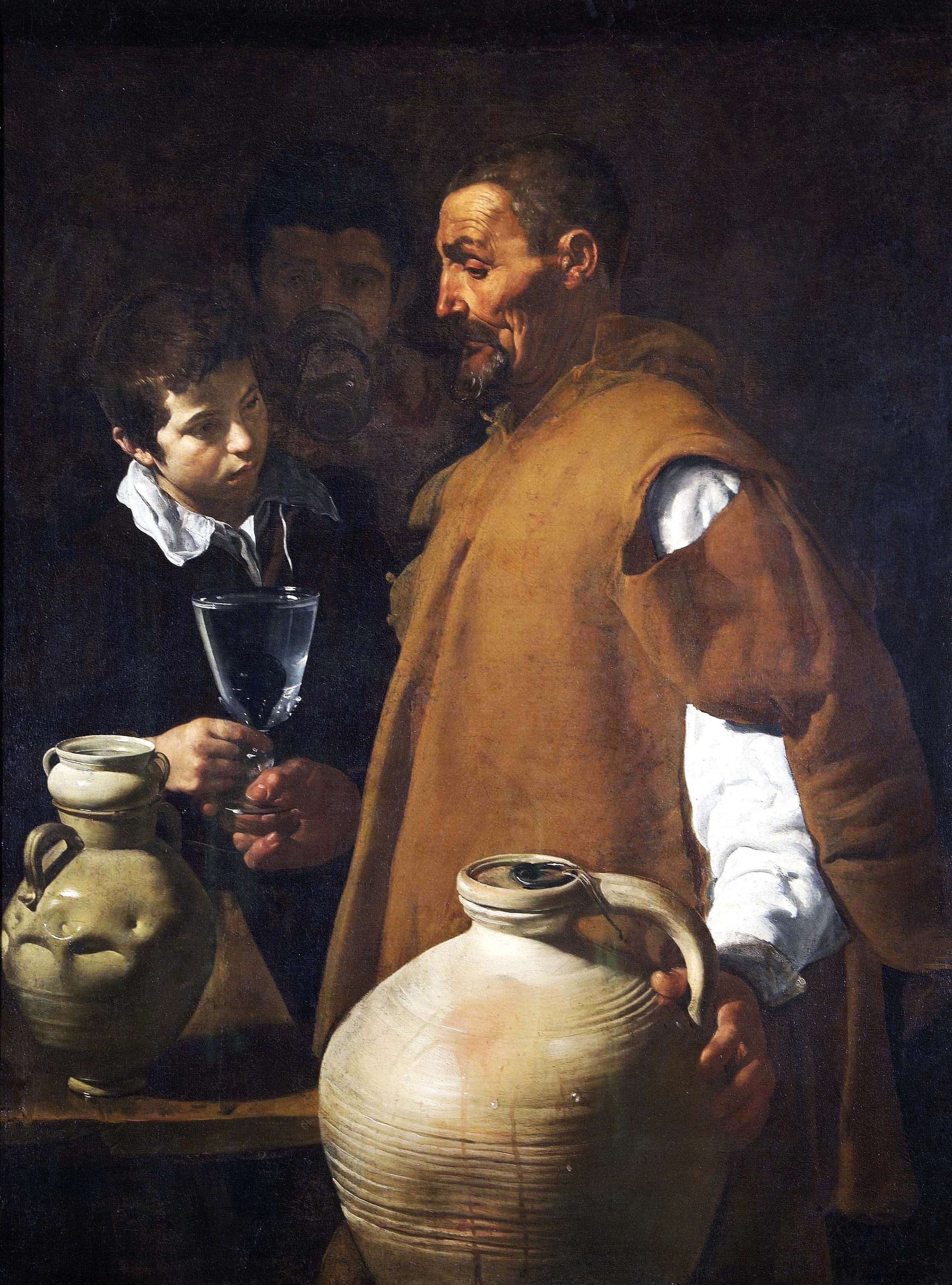
Водонос, Музей Веллінгтона, Лондон
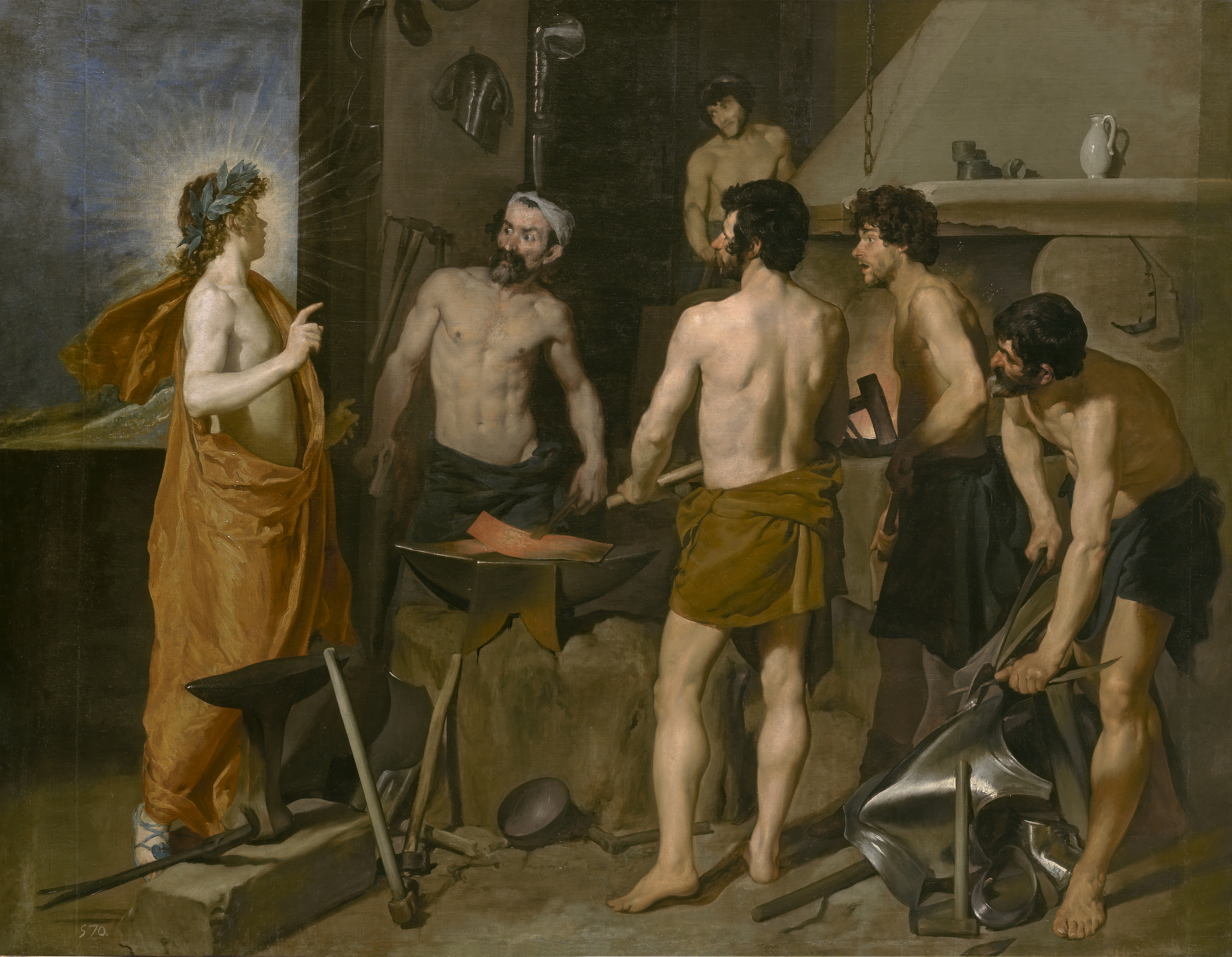
Кузня Вулкана
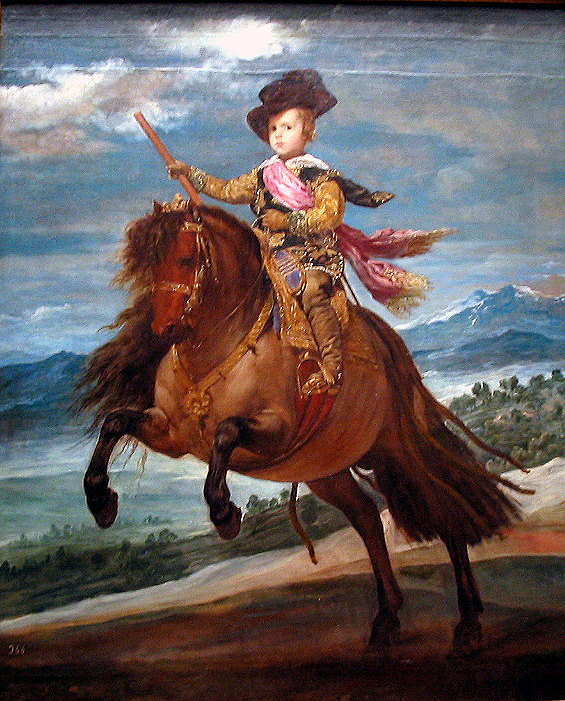
Принц Бальтасар Карлос на коні
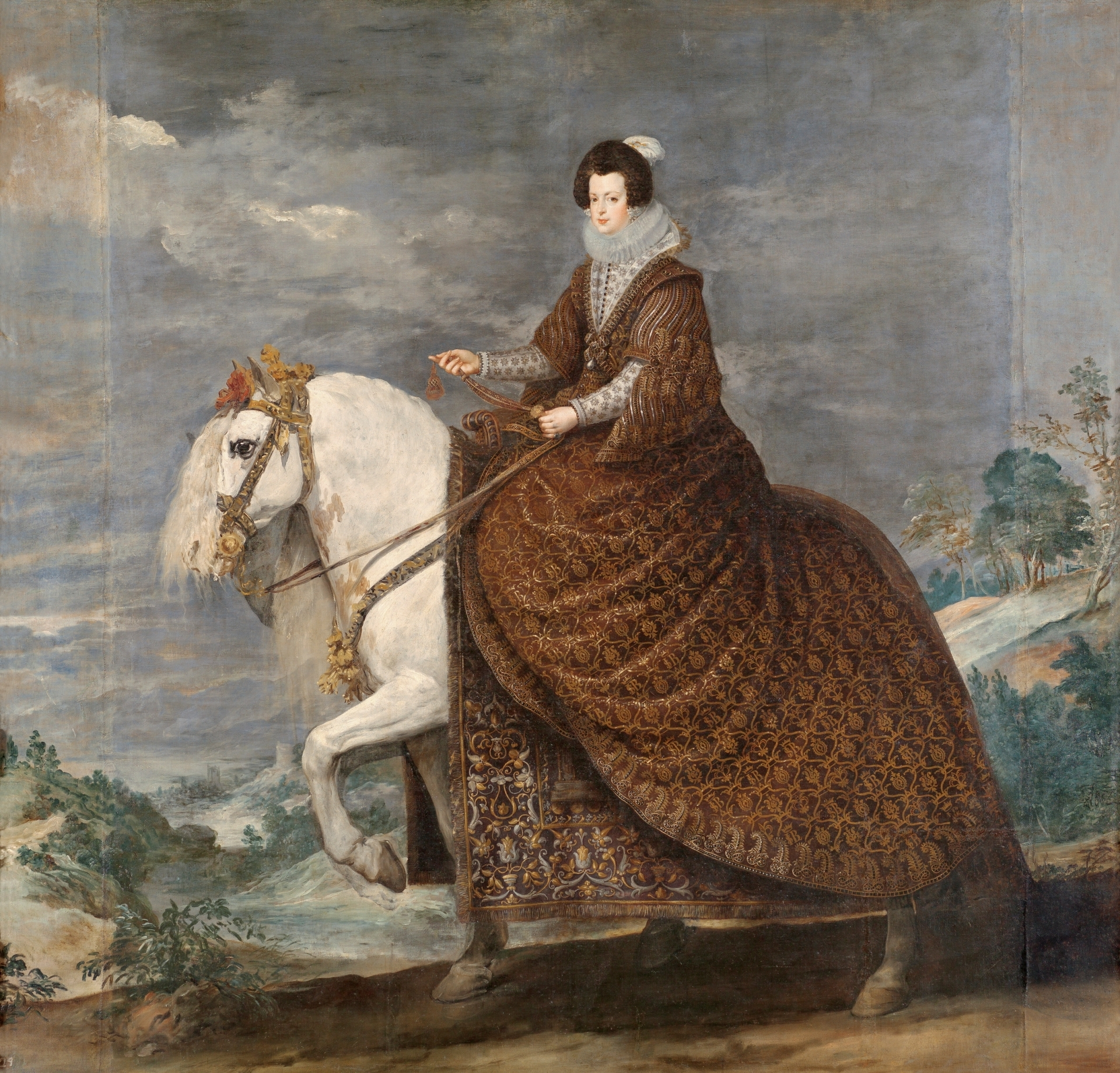
Королева Ізабела Французька верхи
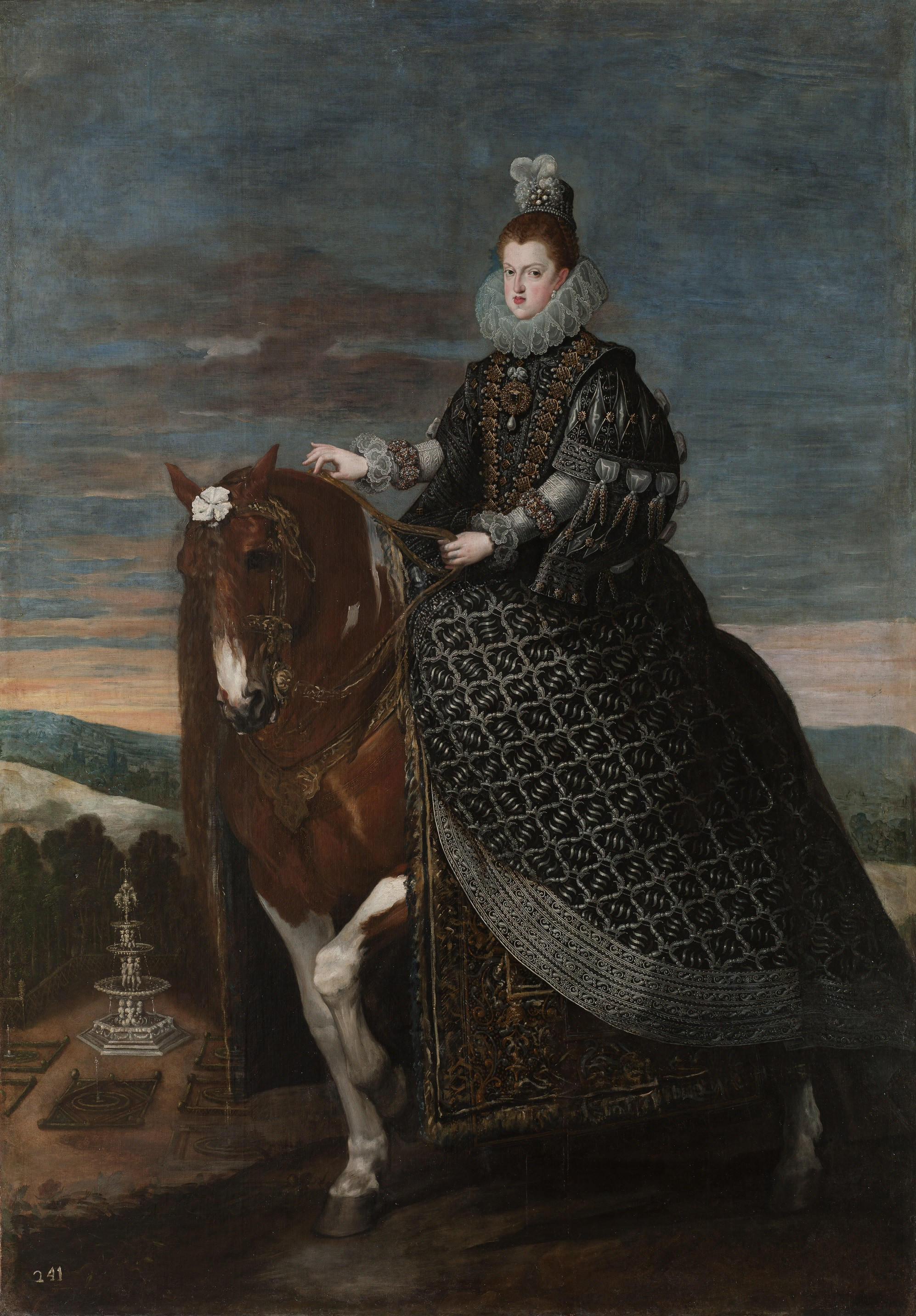
Королева Магарита Австрійська верхи
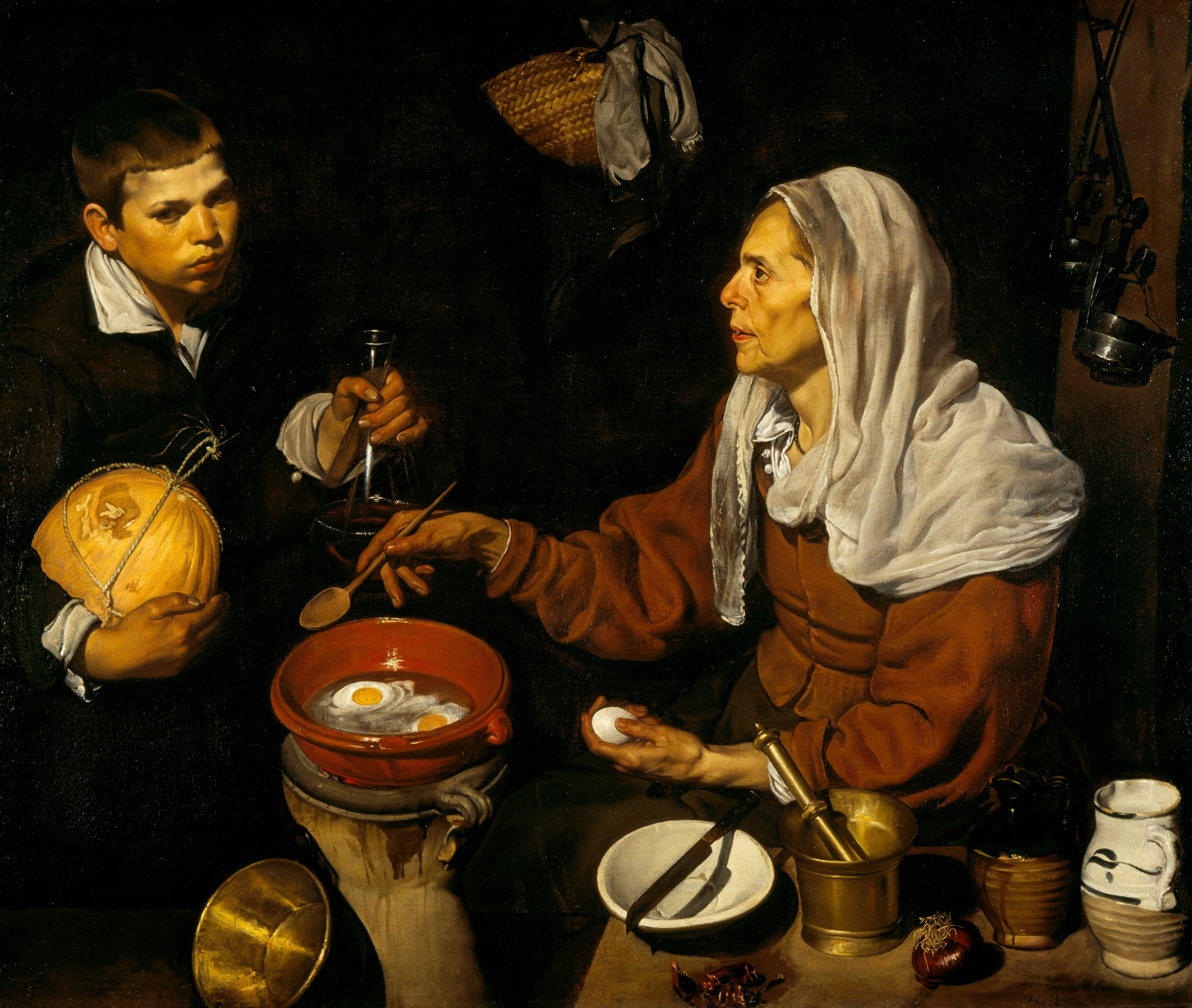
Жінка готує яєчню
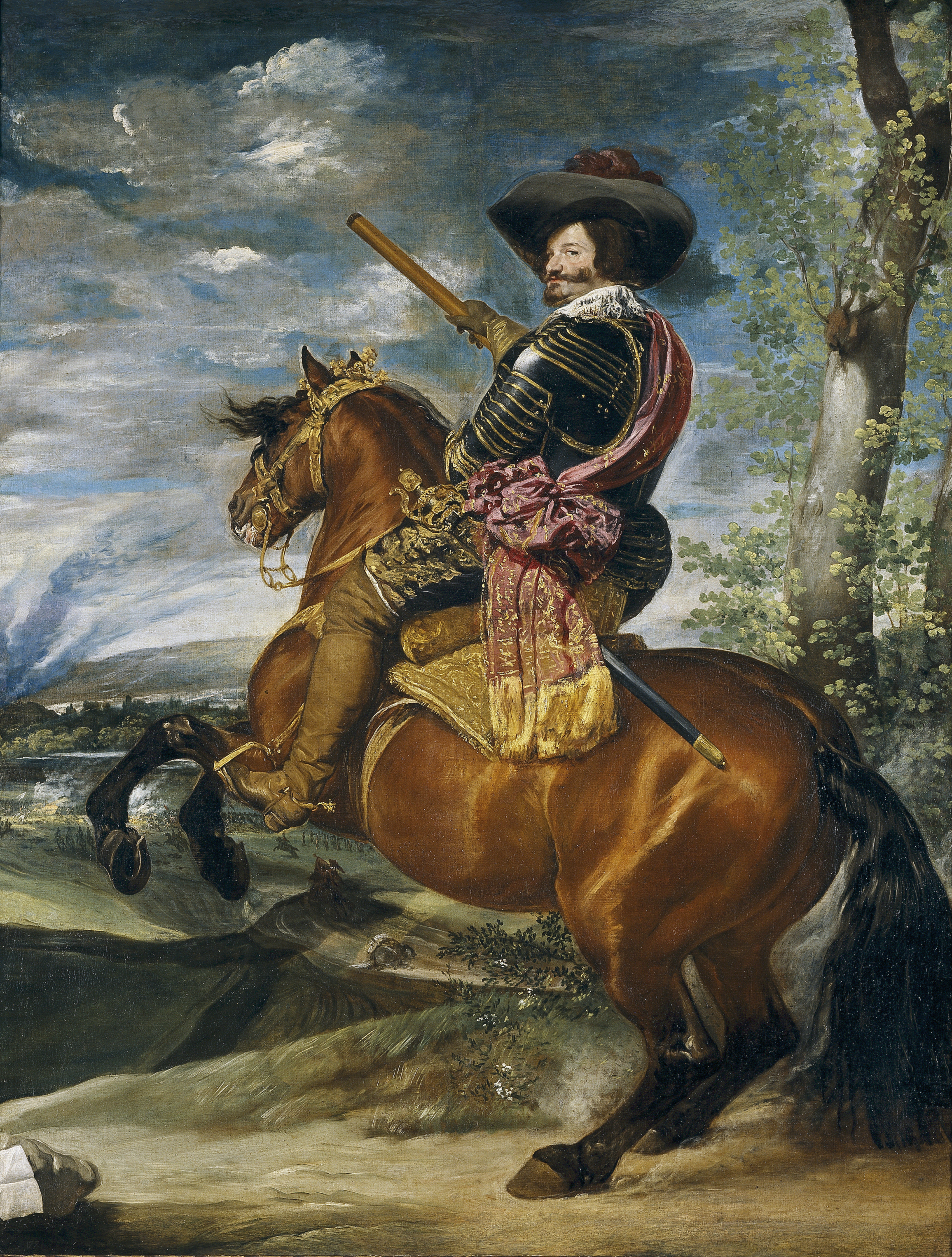
El Conde-Duque de Olivares a caballo (c. 1634), cuadro de Diego Velázquez, expuesto en el Museo del Prado.
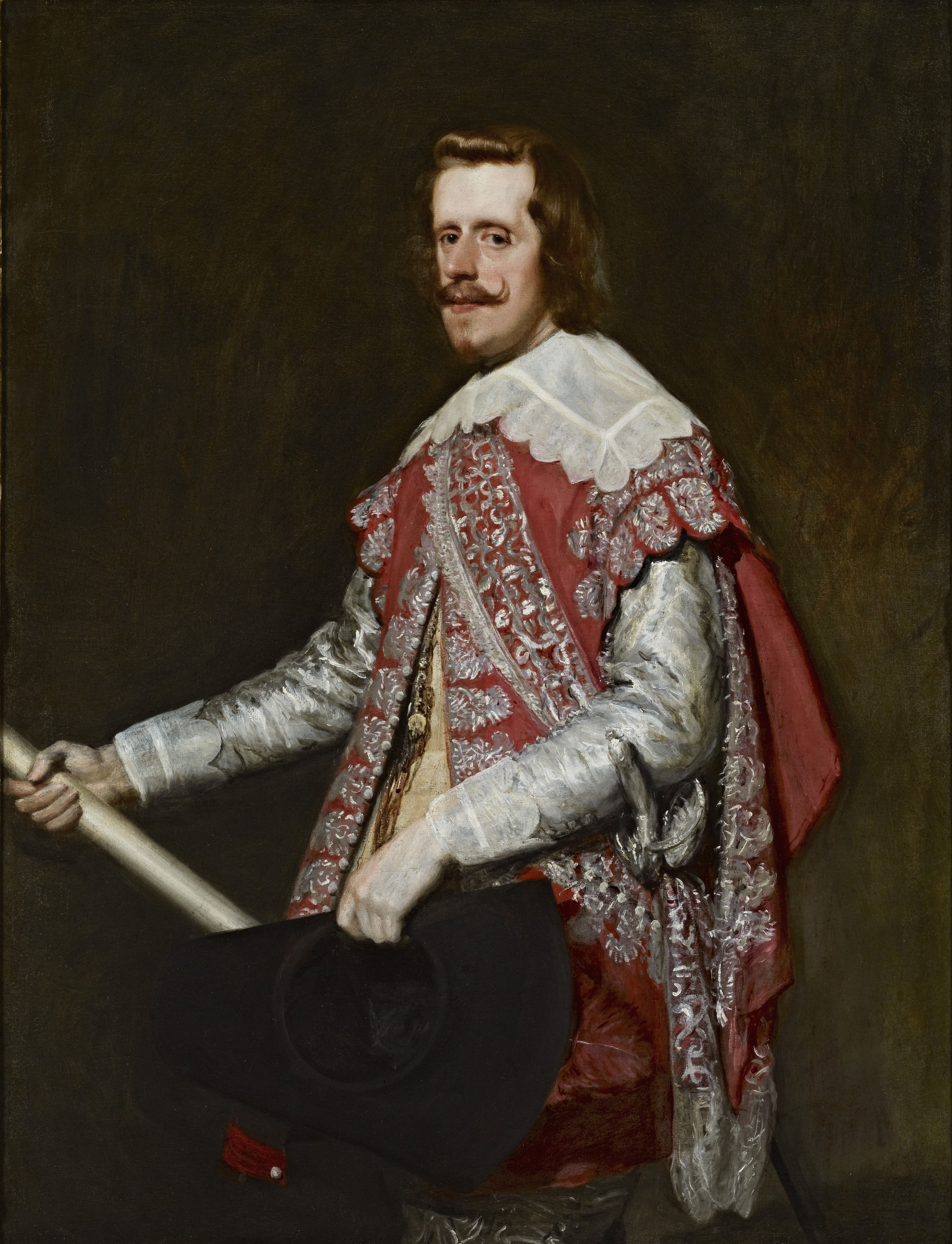
Felipe IV en Fraga por Velázquez, 1644, Colección Frick, Nueva York
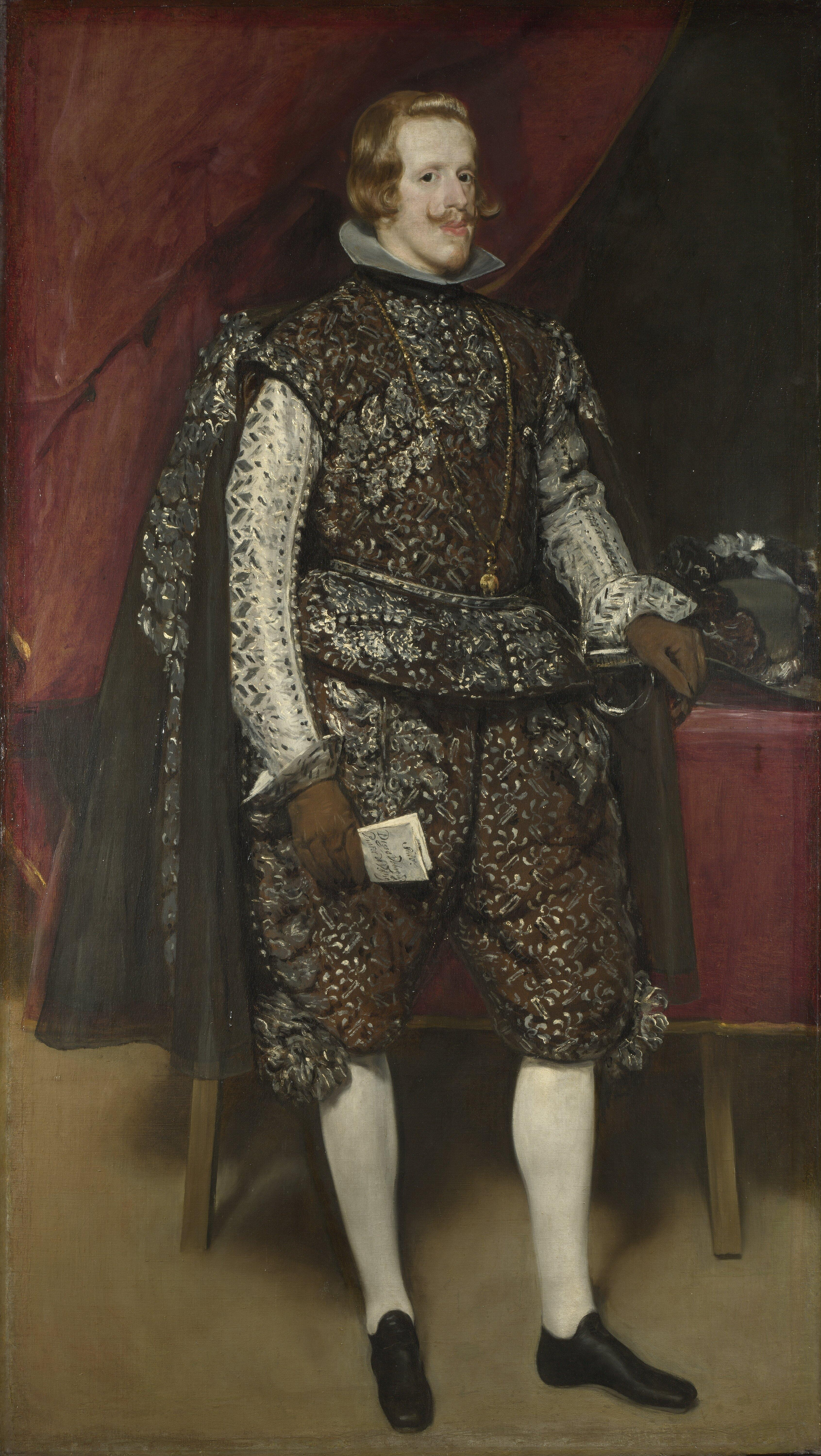
Felipe IV de castaño y plata por Velázquez (National Gallery, Londres)